# Segunda División de España 2013-14
La Segunda División de España 2013-14 fue la 83.ª edición de la competición, conocida por motivos publicitarios como Liga Adelante. El torneo fue organizado por la Liga Nacional de Fútbol Profesional. Comenzó el 17 de agosto de 2013 y finalizó el 8 de junio de 2014.
Tras dieciséis temporadas consecutivas en Primera División, el Real Club Deportivo Mallorca participó en la competición tras su descenso en la temporada precedente; junto a él también lo hicieron el Real Club Deportivo de La Coruña y el Real Zaragoza, que descendieron tras una y cuatro temporadas respectivamente en la máxima categoría. Por otro lado, el Deportivo Alavés, la Sociedad Deportiva Eibar, el Club Deportivo Tenerife y el Real Jaén Club de Fútbol regresaron cuatro, cuatro, dos y once años después a la división de plata, tras sus respectivos ascensos.
Los equipos ascendidos a Primera División fueron el Elche Club de Fútbol, después de estar ausente durante 24 años; el Villarreal Club de Fútbol, sólo un año después de descender; y la Unión Deportiva Almería, que logró ascender por la vía del playoff de ascenso. Asimismo, descendieron el Xerez Club Deportivo, la Sociedad Deportiva Huesca, el Racing de Santander y el Club Deportivo Guadalajara, quien fue descendido administrativamente: el Real Murcia había sido el cuarto equipo descendido, pero mantuvo la categoría con el descenso administrativo del club castellano-manchego.
El campeón de esta temporada fue la Sociedad Deportiva Eibar, consiguiendo el título en la última jornada del campeonato incluso sin haber jugado, ya que le bastó la derrota 3-1 del Deportivo de La Coruña, su más cercano perseguidor, ante Girona Fútbol Club. Con esto, el modesto club vasco logró su primer título en esta categoría y, a la vez, consiguió su primer ascenso a la Primera División de España.

## Sistema de competición
La Segunda División de España 2013/14 estará organizada por la Liga Nacional de Fútbol Profesional (LFP).
Como en temporadas precedentes, constará de un grupo único integrado por 22 clubes de toda la geografía española. Siguiendo un sistema de liga, los 22 equipos se enfrentaran todos contra todos en dos ocasiones —una en campo propio y otra en campo contrario— sumando un total de 42 jornadas. El orden de los encuentros se decidirá por sorteo antes de empezar la competición.
La clasificación final se establecerá con arreglo a los puntos obtenidos en cada enfrentamiento, a razón de tres por partido ganado, uno por empatado y ninguno en caso de derrota. Si al finalizar el campeonato dos equipos igualasen a puntos, los mecanismos para desempatar la clasificación son los siguientes:
1. El que tenga una mayor diferencia entre goles a favor y en contra en los enfrentamientos entre ambos.
2. Si persiste el empate, se tendrá en cuenta la diferencia de goles a favor y en contra en todos los encuentros del campeonato.

Si el empate a puntos se produce entre tres o más clubes, los sucesivos mecanismos de desempate son los siguientes:
1. La mejor puntuación de la que a cada uno corresponda a tenor de los resultados de los partidos jugados entre sí por los clubes implicados.
2. La mayor diferencia de goles a favor y en contra, considerando únicamente los partidos jugados entre sí por los clubes implicados.
3. La mayor diferencia de goles a favor y en contra teniendo en cuenta todos los encuentros del campeonato.
4. El mayor número de goles a favor teniendo en cuenta todos los encuentros del campeonato.
5. El club mejor clasificado con arreglo a los baremos de fair play.

### Efectos de la clasificación
El equipo que más puntos sume al final del campeonato será proclamado campeón de la Liga de Segunda División y obtendrá automáticamente el ascenso a Primera División para la próxima temporada, junto con el subcampeón. Los cuatro siguientes clasificados —puestos del 3.º al 6.º, excluyendo los equipos filiales que ocupen dichas posiciones en la tabla— disputarán un play-off por eliminación directa a doble partido —ida y vuelta— cuyo vencedor final obtendrá también la promoción de categoría. Las plazas en Segunda División de los tres equipos ascendidos serán cubiertas la próxima temporada por los tres últimos clasificados, esta temporada, en Primera.
Por su parte, los cuatro últimos clasificados de Segunda División —puestos del 19.º al 22.º— serán descendidos a Segunda División B. De ésta, ascenderán los cuatro ganadores de la promoción para reemplazar a los equipos relegados.

## Ascensos y descensos
Un total de 22 equipos disputan la liga, incluyendo quince equipos de la temporada anterior, cuatro ascendidos de Segunda B y tres descendidos de Primera División.
| Pos.  | Ascendidos a 1.ª División |
| ----- | ------------------------- |
| 1º    | Elche C. F.               |
| 2º    | Villarreal C. F.          |
| Prom. | Córdoba C.F (3º)          |

| Pos. | Descendidos de 1.ª División |
| ---- | --------------------------- |
| 18.º | R. C. D. Mallorca           |
| 19.º | R. C. Deportivo La Coruña   |
| 20.º | Real Zaragoza               |

| Pos. | Descendidos a 2.ª División B |
| ---- | ---------------------------- |
| 18.º | C. D. Guadalajara            |
| 20.º | Racing de Santander          |
| 21.º | S. D. Huesca                 |
| 22.º | Xerez C. D.                  |

| Pos.     | Ascendidos de 2.ª División B |
| -------- | ---------------------------- |
| 1.º (II) | Deportivo Alavés             |
| 1.º (I)  | C. D. Tenerife               |
| 1.º (IV) | Real Jaén C. F.              |
| 2.º (II) | S. D. Eibar                  |

## Equipos y estadios
| Equipo                                  | Entrenador           | Ciudad                     | Estadio                   | Aforo  | Marca   | Patrocinador principal          | Otros patrocinadores                                                                    |
| --------------------------------------- | -------------------- | -------------------------- | ------------------------- | ------ | ------- | ------------------------------- | --------------------------------------------------------------------------------------- |
| Agrupación Deportiva Alcorcón           | José Bordalás        | Alcorcón                   | Santo Domingo             | 5.607  | Erreà   |                                 |                                                                                         |
| Centre d'Esports Sabadell Futbol Club   | Miquel Olmo          | Sabadell                   | Nova Creu Alta            | 11.981 | Kelme   |                                 |                                                                                         |
| Club Deportivo Lugo                     | Quique Setién        | Lugo                       | Anxo Carro                | 8.000  | CDLU    | Estrella Galicia                | Monbus Asociación Provincial de Empresarios de Hostelería de Lugo                       |
| Club Deportivo Mirandés                 | Carlos Terrazas      | Miranda de Ebro            | Anduva                    | 6.900  | Erreà   | Diputación Provincial de Burgos | CaixaBank                                                                               |
| Club Deportivo Numancia de Soria        | Juan Antonio Anquela | Soria                      | Los Pajaritos             | 9.025  | Erreà   | Solarig                         | Caja Rural de Soria                                                                     |
| Club Deportivo Tenerife                 | Álvaro Cervera       | Santa Cruz de Tenerife     | Heliodoro Rodríguez López | 24.000 | Hummel  |                                 |                                                                                         |
| Córdoba Club de Fútbol                  | Albert Ferrer        | Córdoba                    | Nuevo Arcángel            | 25.822 | Nike    |                                 |                                                                                         |
| Deportivo Alavés                        | Alberto López        | Vitoria                    | Mendizorroza              | 19.940 | Hummel  | Euskaltel                       |                                                                                         |
| Fútbol Club Barcelona "B"               | Eusebio Sacristán    | Barcelona                  | Mini Estadi               | 15.276 | Nike    | Qatar Airways                   | UNICEF                                                                                  |
| Girona Fútbol Club                      | Pablo Machín         | Gerona                     | Montilivi                 | 9.500  | Kedeké  | Tamesol                         | Serveis Master                                                                          |
| Hércules Club de Fútbol                 | Slaviša Jokanović    | Alicante                   | José Rico Pérez           | 29.500 | Nike    | Comunidad Valenciana            | Codere Apuestas                                                                         |
| Real Club Deportivo de La Coruña        | Fernando Vázquez     | La Coruña                  | Riazor                    | 34.600 | Lotto   | Estrella Galicia                | Radio de Riazor 97.13 Universidad de La Coruña Canal 43 Helados Herrera                 |
| Real Club Deportivo Mallorca            | Javier Olaizola      | Palma de Mallorca          | Iberostar Estadio         | 23.142 | Macron  | Air Europa                      | Meliá Hoteles                                                                           |
| Real Club Recreativo de Huelva          | Sergi Barjuan        | Huelva                     | Nuevo Colombino           | 21.670 | Adidas  | Cajasol                         | Nutrición Center Autogotransa ( BMW)                                                    |
| Real Jaén Club de Fútbol                | Manolo Herrero       | Jaén                       | La Victoria               | 12.569 | M2A     | Jaén, Paraíso Interior          | Candidatura de la Catedral de Jaén a Patrimonio de La Humanidad Abogados Medina Cuadros |
| Real Madrid Castilla Club de Fútbol     | José Manuel Díaz     | Madrid                     | Alfredo Di Stéfano        | 9.000  | Adidas  | Emirates                        |                                                                                         |
| Real Murcia Club de Fútbol              | Julio Velázquez      | Murcia                     | Nueva Condomina           | 31.179 | Joma    | Vivelasuerte.es                 |                                                                                         |
| Real Sporting de Gijón                  | Abelardo Fernández   | Gijón                      | El Molinón                | 30.000 | Kappa   | Gijón                           | Ternera Asturiana Air Europa                                                            |
| Real Zaragoza                           | Víctor Muñoz         | Zaragoza                   | La Romareda               | 34.596 | Mercury | Proniño                         |                                                                                         |
| Sociedad Deportiva Eibar                | Gaizka Garitano      | Éibar                      | Ipurúa                    | 5.250  | Astore  | Hierros Servando Fernández      |                                                                                         |
| Sociedad Deportiva Ponferradina         | Claudio Barragán     | Ponferrada                 | El Toralín                | 8.800  | Adidas  | Bio3                            |                                                                                         |
| Unión Deportiva Las Palmas              | Josico Moreno        | Las Palmas de Gran Canaria | Gran Canaria              | 31.250 | Hummel  | Gran Canaria                    | CaixaBank                                                                               |
| Datos actualizados a 26 de mayo de 2014 |                      |                            |                           |        |         |                                 |                                                                                         |

### Cambios de entrenadores
| Equipo                     | Entrenador (jornadas)                                                  |
| -------------------------- | ---------------------------------------------------------------------- |
| Real Madrid Castilla C. F. | Alberto Toril (1-14) José Manuel Díaz (15-42)                          |
| C. E. Sabadell F. C.       | Javi Salamero (1-15) Miquel Olmo (16-42)                               |
| Deportivo Alavés           | Natxo González (1-16) Juan Carlos Mandiá (17-31) Alberto López (32-42) |
| C. D. Mirandés             | Gonzalo Arconada (1-18) Carlos Terrazas (19-42)                        |
| Girona F. C.               | Ricardo Rodríguez (1-18) Javi López (19-29) Pablo Machín (30-42)       |
| A. D. Alcorcón             | Miguel Álvarez (1-24) José Bordalás (25-42)                            |
| Córdoba C. F.              | Pablo Villa (1-25) Luis Carrión (26) Albert Ferrer (27-42)             |
| R. C. D. Mallorca          | José Luis Oltra (1-27) Lluís Carreras (28-39) Javier Olaizola (40-42)  |
| Real Zaragoza              | Paco Herrera (1-30) Víctor Muñoz (31-42)                               |
| Real Sporting de Gijón     | José Ramón Sandoval (1-37) Abelardo Fernández (38-42)                  |
| Hércules C. F.             | Quique Hernández (1-37) Slaviša Jokanović (38-42)                      |
| U. D. Las Palmas           | Sergio Lobera (1-40) Josico Moreno (41-42)                             |

### Equipos por Comunidad Autónoma
| \| Com. Autónoma \| N.º \| Equipos \| \| -------------------- \| --- \| -------------------------------------------------- \| \| Andalucía \| 3 \| Córdoba CF, RC Recreativo de Huelva y Real Jaén CF \| \| Castilla y León \| 3 \| CD Numancia, CD Mirandés y SD Ponferradina \| \| Cataluña \| 3 \| CE Sabadell FC, FC Barcelona "B" y Girona FC \| \| Comunidad de Madrid \| 2 \| AD Alcorcón y Real Madrid Castilla CF \| \| Galicia \| 2 \| CD Lugo y RC Deportivo de La Coruña \| \| Islas Canarias \| 2 \| CD Tenerife y UD Las Palmas \| \| País Vasco \| 2 \| Deportivo Alavés y SD Eibar \| \| Aragón \| 1 \| Real Zaragoza \| \| Asturias \| 1 \| Real Sporting \| \| Comunidad Valenciana \| 1 \| Hércules CF \| \| Islas Baleares \| 1 \| RCD Mallorca \| \| Región de Murcia \| 1 \| Real Murcia CF \| | Deportivo Mirandés Real Zaragoza Barcelona "B" Mallorca Alcorcón Castilla Sabadell Sporting Tenerife Alavés Córdoba Recreativo Lugo Girona Hércules Numancia Murcia Ponferradina Las Palmas SD Eibar Real Jaén |                                                    |
| Com. Autónoma | N.º | Equipos                                            |
| Andalucía | 3 | Córdoba CF, RC Recreativo de Huelva y Real Jaén CF |
| Castilla y León | 3 | CD Numancia, CD Mirandés y SD Ponferradina         |
| Cataluña | 3 | CE Sabadell FC, FC Barcelona "B" y Girona FC       |
| Comunidad de Madrid | 2 | AD Alcorcón y Real Madrid Castilla CF              |
| Galicia | 2 | CD Lugo y RC Deportivo de La Coruña                |
| Islas Canarias | 2 | CD Tenerife y UD Las Palmas                        |
| País Vasco | 2 | Deportivo Alavés y SD Eibar                        |
| Aragón | 1 | Real Zaragoza                                      |
| Asturias | 1 | Real Sporting                                      |
| Comunidad Valenciana | 1 | Hércules CF                                        |
| Islas Baleares | 1 | RCD Mallorca                                       |
| Región de Murcia | 1 | Real Murcia CF                                     |

## Clasificación
| Pos. | Equipo                           | Pts. | PJ | G  | E  | P  | GF | GC | Dif. | Notas                         |
| ---- | -------------------------------- | ---- | -- | -- | -- | -- | -- | -- | ---- | ----------------------------- |
| 1    | S. D. Eibar (C, A)               | 71   | 42 | 19 | 14 | 9  | 49 | 28 | +21  | Ascenso a Primera División    |
| 2    | R. C. Deportivo de La Coruña (A) | 69   | 42 | 19 | 12 | 11 | 48 | 36 | +12  | Ascenso a Primera División    |
| 3    | F. C. Barcelona "B"              | 66   | 42 | 20 | 6  | 16 | 60 | 47 | +13  |                               |
| 4    | Real Murcia C. F. (D)            | 65   | 42 | 16 | 17 | 9  | 55 | 44 | +11  | Descenso de categoría         |
| 5    | Sporting de Gijón                | 64   | 42 | 16 | 16 | 10 | 63 | 51 | +12  | Acceso a Play-offs de ascenso |
| 6    | U. D. Las Palmas                 | 63   | 42 | 18 | 9  | 15 | 51 | 50 | +1   | Acceso a Play-offs de ascenso |
| 7    | Córdoba C. F. (A)                | 61   | 42 | 16 | 13 | 13 | 46 | 43 | +3   | Acceso a Play-offs de ascenso |
| 8    | Recreativo de Huelva             | 61   | 42 | 16 | 13 | 13 | 53 | 53 | 0    |                               |
| 9    | A. D. Alcorcón                   | 59   | 42 | 16 | 11 | 15 | 46 | 40 | +6   |                               |
| 10   | C. E. Sabadell                   | 59   | 42 | 17 | 8  | 17 | 52 | 59 | −7   |                               |
| 11   | C. D. Tenerife                   | 54   | 42 | 15 | 9  | 18 | 46 | 49 | −3   |                               |
| 12   | C. D. Lugo                       | 54   | 42 | 14 | 12 | 16 | 41 | 48 | −7   |                               |
| 13   | C. D. Numancia                   | 54   | 42 | 11 | 21 | 10 | 42 | 41 | +1   |                               |
| 14   | Real Zaragoza                    | 53   | 42 | 13 | 14 | 15 | 49 | 53 | −4   |                               |
| 15   | Girona F. C.                     | 51   | 42 | 12 | 15 | 15 | 52 | 50 | +2   |                               |
| 16   | S. D. Ponferradina               | 51   | 42 | 13 | 12 | 17 | 46 | 49 | −3   |                               |
| 17   | R. C. D. Mallorca                | 51   | 42 | 12 | 15 | 15 | 46 | 57 | −11  |                               |
| 18   | Deportivo Alavés                 | 51   | 42 | 13 | 12 | 17 | 57 | 57 | 0    |                               |
| 19   | C. D. Mirandés                   | 50   | 42 | 13 | 11 | 18 | 39 | 56 | −17  |                               |
| 20   | Real Madrid Castilla (D)         | 49   | 42 | 13 | 10 | 19 | 49 | 56 | −7   | Descenso de categoría         |
| 21   | Real Jaén C. F. (D)              | 48   | 42 | 12 | 12 | 18 | 43 | 49 | −6   | Descenso de categoría         |
| 22   | Hércules C. F. (D)               | 45   | 42 | 11 | 12 | 19 | 45 | 62 | −17  | Descenso de categoría         |

 Fuente: BDFutbol
Criterios de clasificación: Puntos · Enfrentamientos directos · Diferencia de goles · Goles a favor · Puntos fair-play · Play-off.
Notas:
1. ↑  El Real Murcia C. F. descendió administrativamente a Segunda División B por incumplimiento de los requisitos económico-financieros exigidos por LaLiga. Su vacante para la próxima temporada fue ocupada por el C. D. Mirandés.[59]

### Evolución de la clasificación
| Equipo / Jornada | 1  | 2  | 3  | 4  | 5  | 6  | 7  | 8  | 9  | 10 | 11 | 12 | 13 | 14 | 15 | 16 | 17 | 18 | 19 | 20 | 21 | 22 | 23 | 24 | 25 | 26 | 27 | 28 | 29 | 30 | 31 | 32 | 33 | 34 | 35 | 36 | 37 | 38 | 39 | 40 | 41 | 42 |
| Equipo / Jornada |    |    |    |    |    |    |    |    |    |    |    |    |    |    |    |    |    |    |    |    |    |    |    |    |    |    |    |    |    |    |    |    |    |    |    |    |    |    |    |    |    |    |
| ---------------- | -- | -- | -- | -- | -- | -- | -- | -- | -- | -- | -- | -- | -- | -- | -- | -- | -- | -- | -- | -- | -- | -- | -- | -- | -- | -- | -- | -- | -- | -- | -- | -- | -- | -- | -- | -- | -- | -- | -- | -- | -- | -- |
| Eibar            | 3  | 13 | 14 | 10 | 12 | 15 | 17 | 18 | 18 | 16 | 9  | 7  | 11 | 6  | 4  | 6  | 7  | 4  | 4  | 3  | 3  | 3  | 3  | 3  | 1  | 1  | 1  | 1  | 1  | 1  | 1  | 1  | 2  | 2  | 2  | 2  | 2  | 2  | 2  | 1  | 1  | 1  |
| Deportivo        | 5  | 12 | 6  | 12 | 14 | 13 | 8  | 9  | 5  | 4  | 6  | 3  | 2  | 2  | 1  | 2  | 1  | 1  | 1  | 1  | 1  | 2  | 1  | 1  | 2  | 2  | 2  | 2  | 2  | 2  | 2  | 2  | 1  | 1  | 1  | 1  | 1  | 1  | 1  | 2  | 2  | 2  |
| Barça "B"        | 16 | 11 | 7  | 7  | 5  | 8  | 12 | 15 | 17 | 15 | 18 | 19 | 20 | 18 | 18 | 18 | 16 | 17 | 19 | 18 | 15 | 15 | 17 | 13 | 10 | 12 | 14 | 12 | 9  | 8  | 6  | 6  | 6  | 4  | 3  | 3  | 3  | 5  | 3  | 4  | 3  | 3  |
| Murcia           | 14 | 9  | 10 | 4  | 2  | 3  | 3  | 4  | 2  | 2  | 3  | 5  | 6  | 9  | 9  | 11 | 14 | 6  | 8  | 10 | 11 | 12 | 12 | 15 | 13 | 8  | 7  | 11 | 8  | 6  | 9  | 8  | 8  | 7  | 6  | 7  | 5  | 4  | 5  | 6  | 4  | 4  |
| Sporting         | 6  | 7  | 3  | 3  | 1  | 4  | 4  | 2  | 3  | 6  | 8  | 11 | 5  | 8  | 6  | 5  | 3  | 3  | 2  | 2  | 2  | 1  | 2  | 2  | 3  | 4  | 4  | 4  | 4  | 4  | 3  | 4  | 5  | 8  | 8  | 6  | 7  | 6  | 6  | 5  | 5  | 5  |
| Las Palmas       | 17 | 18 | 16 | 16 | 15 | 12 | 15 | 10 | 12 | 11 | 5  | 4  | 8  | 5  | 3  | 4  | 5  | 9  | 5  | 5  | 7  | 4  | 6  | 8  | 7  | 9  | 6  | 6  | 6  | 5  | 4  | 3  | 4  | 3  | 5  | 5  | 4  | 3  | 4  | 3  | 6  | 6  |
| Córdoba          | 7  | 3  | 5  | 8  | 6  | 5  | 2  | 5  | 8  | 5  | 4  | 6  | 7  | 4  | 8  | 9  | 12 | 8  | 12 | 7  | 8  | 7  | 8  | 6  | 11 | 13 | 13 | 9  | 12 | 13 | 15 | 16 | 15 | 10 | 9  | 9  | 8  | 9  | 7  | 7  | 7  | 7  |
| Recreativo       | 2  | 5  | 13 | 9  | 4  | 1  | 1  | 1  | 1  | 1  | 1  | 1  | 1  | 1  | 2  | 1  | 2  | 2  | 3  | 4  | 5  | 6  | 5  | 4  | 4  | 3  | 3  | 3  | 3  | 3  | 5  | 5  | 3  | 6  | 7  | 8  | 9  | 10 | 8  | 8  | 8  | 8  |
| Alcorcón         | 9  | 2  | 1  | 2  | 8  | 11 | 7  | 7  | 10 | 14 | 15 | 17 | 16 | 13 | 14 | 14 | 11 | 14 | 13 | 16 | 19 | 13 | 16 | 17 | 19 | 16 | 18 | 20 | 21 | 20 | 19 | 20 | 17 | 18 | 16 | 17 | 13 | 11 | 11 | 10 | 10 | 9  |
| Sabadell         | 1  | 8  | 15 | 15 | 11 | 16 | 10 | 12 | 15 | 18 | 19 | 15 | 17 | 20 | 20 | 19 | 19 | 19 | 15 | 13 | 9  | 11 | 11 | 14 | 16 | 17 | 19 | 15 | 13 | 17 | 12 | 10 | 12 | 9  | 13 | 10 | 10 | 8  | 9  | 9  | 9  | 10 |
| Tenerife         | 21 | 19 | 19 | 21 | 21 | 21 | 20 | 21 | 21 | 20 | 20 | 20 | 18 | 17 | 17 | 17 | 13 | 15 | 17 | 15 | 16 | 19 | 13 | 11 | 14 | 14 | 9  | 8  | 7  | 9  | 7  | 7  | 7  | 5  | 4  | 4  | 6  | 7  | 10 | 11 | 11 | 11 |
| Lugo             | 12 | 16 | 11 | 6  | 10 | 6  | 5  | 8  | 4  | 3  | 2  | 2  | 3  | 3  | 5  | 3  | 4  | 7  | 10 | 12 | 14 | 10 | 9  | 7  | 5  | 7  | 10 | 10 | 11 | 11 | 11 | 12 | 9  | 11 | 10 | 11 | 11 | 13 | 14 | 15 | 14 | 12 |
| Numancia         | 13 | 4  | 8  | 11 | 13 | 10 | 14 | 14 | 11 | 10 | 12 | 9  | 4  | 7  | 7  | 8  | 10 | 5  | 6  | 9  | 6  | 9  | 10 | 10 | 9  | 5  | 5  | 5  | 5  | 7  | 8  | 11 | 13 | 12 | 14 | 14 | 16 | 16 | 13 | 12 | 12 | 13 |
| Zaragoza         | 10 | 15 | 18 | 20 | 17 | 14 | 16 | 11 | 7  | 8  | 7  | 13 | 15 | 16 | 15 | 12 | 8  | 10 | 11 | 6  | 4  | 5  | 4  | 5  | 6  | 6  | 8  | 7  | 10 | 12 | 14 | 15 | 14 | 13 | 11 | 13 | 15 | 12 | 12 | 13 | 13 | 14 |
| Girona           | 8  | 1  | 2  | 5  | 3  | 7  | 11 | 13 | 16 | 12 | 13 | 14 | 10 | 12 | 16 | 16 | 18 | 18 | 20 | 20 | 20 | 20 | 20 | 22 | 21 | 20 | 21 | 22 | 22 | 22 | 22 | 22 | 21 | 21 | 22 | 22 | 19 | 19 | 21 | 20 | 19 | 15 |
| Ponferradina     | 20 | 10 | 12 | 13 | 9  | 2  | 9  | 3  | 6  | 9  | 11 | 8  | 9  | 11 | 13 | 10 | 6  | 13 | 9  | 11 | 12 | 14 | 14 | 12 | 12 | 15 | 16 | 16 | 19 | 19 | 20 | 19 | 20 | 16 | 17 | 15 | 14 | 15 | 16 | 14 | 15 | 16 |
| Mallorca         | 22 | 22 | 22 | 19 | 18 | 17 | 13 | 16 | 13 | 7  | 10 | 12 | 13 | 15 | 11 | 7  | 9  | 11 | 7  | 8  | 10 | 8  | 7  | 9  | 8  | 10 | 11 | 13 | 14 | 10 | 10 | 9  | 10 | 14 | 15 | 16 | 18 | 18 | 18 | 18 | 16 | 17 |
| Alavés           | 19 | 17 | 17 | 17 | 19 | 18 | 18 | 17 | 14 | 17 | 17 | 16 | 19 | 19 | 19 | 21 | 21 | 21 | 22 | 21 | 21 | 21 | 21 | 19 | 17 | 19 | 22 | 19 | 20 | 21 | 21 | 21 | 22 | 22 | 21 | 21 | 21 | 21 | 20 | 21 | 20 | 18 |
| Mirandés         | 4  | 6  | 4  | 1  | 7  | 9  | 6  | 6  | 9  | 13 | 14 | 10 | 12 | 14 | 10 | 13 | 15 | 16 | 18 | 19 | 18 | 18 | 19 | 21 | 18 | 22 | 20 | 21 | 18 | 16 | 17 | 13 | 11 | 15 | 12 | 12 | 12 | 14 | 15 | 16 | 17 | 19 |
| RM Castilla      | 18 | 20 | 20 | 22 | 22 | 22 | 22 | 22 | 22 | 22 | 22 | 22 | 22 | 22 | 22 | 22 | 22 | 22 | 21 | 22 | 22 | 22 | 22 | 20 | 22 | 21 | 17 | 17 | 17 | 15 | 18 | 18 | 19 | 19 | 19 | 19 | 20 | 20 | 19 | 19 | 18 | 20 |
| Real Jaén        | 15 | 21 | 21 | 18 | 20 | 20 | 21 | 19 | 19 | 19 | 16 | 18 | 14 | 10 | 12 | 15 | 17 | 12 | 14 | 17 | 13 | 16 | 15 | 16 | 15 | 11 | 12 | 14 | 16 | 14 | 13 | 14 | 18 | 20 | 20 | 18 | 17 | 17 | 17 | 17 | 21 | 21 |
| Hércules         | 11 | 14 | 9  | 14 | 16 | 19 | 19 | 20 | 20 | 21 | 21 | 21 | 21 | 21 | 21 | 20 | 20 | 20 | 16 | 14 | 17 | 17 | 18 | 18 | 20 | 18 | 15 | 18 | 15 | 18 | 16 | 17 | 16 | 17 | 18 | 20 | 22 | 22 | 22 | 22 | 22 | 22 |

## Resultados
Los horarios corresponden a la CET (Hora Central Europea) UTC +1 en horario
estándar y UTC +2 en horario de verano.

### Primera vuelta
| Girona F. C.           | 1 - 0 | Deportivo Alavés             | Montilivi       | 16 de agosto | 21:00 | Esport3     |
| C. D. Mirandés         | 2 - 1 | F. C. Barcelona "B"          | Anduva          | 17 de agosto | 19:00 | Esport3     |
| U. D. Las Palmas       | 0 - 1 | R. C. Deportivo de la Coruña | Gran Canaria    | 17 de agosto | 19:00 | TV Canaria  |
| Hércules C. F.         | 1 - 1 | Real Zaragoza                | José Rico Pérez | 17 de agosto | 19:00 | Canal+ 1    |
| Córdoba C. F.          | 1 - 0 | S. D. Ponferradina           | Nuevo Arcángel  | 17 de agosto | 21:00 | TBA         |
| C. D. Lugo             | 0 - 0 | C. D. Numancia de Soria      | Anxo Carro      | 17 de agosto | 21:00 | TBA         |
| C. E. Sabadell F. C.   | 4 - 0 | R. C. D. Mallorca            | Nova Creu Alta  | 18 de agosto | 19:00 | Esport3     |
| Real Sporting de Gijón | 1 - 0 | Real Madrid Castilla C. F.   | El Molinón      | 18 de agosto | 19:00 | Telecable   |
| A. D. Alcorcón         | 1 - 0 | C. D. Tenerife               | Santo Domingo   | 18 de agosto | 19:00 | TV Canaria  |
| Real Jaén C. F.        | 1 - 2 | S. D. Eibar                  | La Victoria     | 18 de agosto | 19:00 | TBA         |
| Real Murcia C. F.      | 2 - 3 | R. C. Recreativo de Huelva   | Nueva Condomina | 18 de agosto | 21:00 | Teledeporte |

| Real Zaragoza                | 0 - 0 | C. D. Mirandés         | La Romareda               | 24 de agosto | 19:00 | TBA                |
| S. D. Eibar                  | 0 - 3 | Girona F. C.           | Ipurúa                    | 24 de agosto | 19:00 | Esport3            |
| Deportivo Alavés             | 1 - 1 | U. D. Las Palmas       | Mendizorroza              | 24 de agosto | 19:00 | Canal+ 1           |
| R. C. Deportivo de La Coruña | 0 - 1 | Córdoba C. F.          | Riazor                    | 24 de agosto | 19:00 | TBA                |
| Real Madrid Castilla C. F.   | 0 - 1 | A. D. Alcorcón         | Alfredo Di Stéfano        | 24 de agosto | 21:00 | Teledeporte        |
| F. C. Barcelona "B"          | 2 - 1 | C. D. Lugo             | Mini Estadi               | 24 de agosto | 21:00 | Esport3            |
| S. D. Ponferradina           | 2 - 0 | C. E. Sabadell F. C.   | El Toralín                | 25 de agosto | 19:00 | Esport3            |
| C. D. Tenerife               | 0 - 0 | Hércules C. F.         | Heliodoro Rodríguez López | 25 de agosto | 19:00 | Televisión Canaria |
| R. C. Recreativo de Huelva   | 1 - 1 | Real Sporting de Gijón | Nuevo Colombino           | 25 de agosto | 19:00 | Telecable          |
| C. D. Numancia de Soria      | 4 - 2 | Real Jaén              | Los Pajaritos             | 25 de agosto | 21:00 | TBA                |
| R. C. D. Mallorca            | 2 - 4 | Real Murcia C. F.      | Iberostar Estadio         | 25 de agosto | 21:00 | TBA                |

| Hércules C. F.         | 2 - 1 | Real Madrid Castilla C. F.   | José Rico Pérez | 31 de agosto    | 19:00 | Real Madrid TV     |
| U. D. Las Palmas       | 1 - 1 | S. D. Eibar                  | Gran Canaria    | 31 de agosto    | 19:00 | Televisión Canaria |
| Girona F. C.           | 2 - 2 | C. D. Numancia de Soria      | Montilivi       | 31 de agosto    | 19:00 | Esport3            |
| F. C. Barcelona "B"    | 1 - 0 | Real Zaragoza                | Mini Estadi     | 31 de agosto    | 21:00 | Esport3            |
| Real Sporting de Gijón | 3 - 0 | R. C. D. Mallorca            | El Molinón      | 1 de septiembre | 12:00 | Canal+ 1           |
| C. E. Sabadell F. C.   | 0 - 3 | R. C. Deportivo de la Coruña | Nova Creu Alta  | 1 de septiembre | 17:00 | Esport3            |
| Real Murcia C. F.      | 2 - 2 | S. D. Ponferradina           | Nueva Condomina | 1 de septiembre | 18:00 | TBA                |
| C. D. Mirandés         | 2 - 0 | C. D. Tenerife               | Anduva          | 1 de septiembre | 18:00 | Televisión Canaria |
| Córdoba C. F.          | 1 - 1 | Deportivo Alavés             | Nuevo Arcángel  | 1 de septiembre | 18:00 | TBA                |
| C. D. Lugo             | 4 - 2 | Real Jaén C. F.              | Anxo Carro      | 1 de septiembre | 18:00 | TBA                |
| A. D. Alcorcón         | 3 - 0 | R. C. Recreativo de Huelva   | Santo Domingo   | 1 de septiembre | 21:00 | Teledeporte        |

| Real Zaragoza                | 0 - 1 | C. D. Lugo             | La Romareda               | 7 de septiembre | 18:00 | La Sexta             |
| Deportivo Alavés             | 1 - 1 | C. E. Sabadell F. C.   | Mendizorroza              | 7 de septiembre | 18:00 | Esport3              |
| R. C. D. Mallorca            | 2 - 1 | A. D. Alcorcón         | Iberostar Estadio         | 7 de septiembre | 18:00 | TBA                  |
| C. D. Numancia de Soria      | 1 - 1 | U. D. Las Palmas       | Los Pajaritos             | 7 de septiembre | 20:00 | Televisión Canaria   |
| R. C. Deportivo de La Coruña | 0 - 1 | Real Murcia C. F.      | Riazor                    | 8 de septiembre | 12:00 | Canal+ 1             |
| S. D. Ponferradina           | 2 - 2 | Real Sporting de Gijón | El Toralín                | 8 de septiembre | 17:00 | Telecable            |
| C. D. Tenerife               | 2 - 2 | F. C. Barcelona "B"    | Heliodoro Rodríguez López | 8 de septiembre | 18:00 | TV Canaria y Esport3 |
| Real Madrid Castilla C. F.   | 0 - 1 | C. D. Mirandés         | Alfredo Di Stéfano        | 8 de septiembre | 18:00 | La Sexta             |
| Real Jaén C. F.              | 3 - 1 | Girona F. C.           | La Victoria               | 8 de septiembre | 18:00 | TBA                  |
| S. D. Eibar                  | 1 - 0 | Córdoba C. F.          | Ipurúa                    | 8 de septiembre | 18:00 | TBA                  |
| R. C. Recreativo de Huelva   | 2 - 0 | Hércules C. F.         | Nuevo Colombino           | 8 de septiembre | 21:00 | TBA                  |

| C. D. Lugo             | 1 - 2 | Girona F. C.                 | Anxo Carro                | 14 de septiembre | 18:00 | Esport3            |
| C. D. Mirandés         | 0 - 3 | R. C. Recreativo de Huelva   | Anduva                    | 14 de septiembre | 18:00 | TBA                |
| Real Zaragoza          | 3 - 0 | C. D. Tenerife               | Heliodoro Rodríguez López | 14 de septiembre | 18:00 | Televisión Canaria |
| Córdoba C. F.          | 3 - 1 | C. D. Numancia de Soria      | Nuevo Arcángel            | 14 de septiembre | 18:00 | La Sexta           |
| C. E. Sabadell F. C.   | 1 - 0 | S. D. Eibar                  | Nova Creu Alta            | 14 de septiembre | 20:00 | Esport3            |
| F. C. Barcelona "B"    | 2 - 0 | Real Madrid Castilla C. F.   | Mini Estadi               | 15 de septiembre | 12:00 | Canal+ 1           |
| Real Sporting de Gijón | 2 - 0 | R. C. Deportivo de La Coruña | El Molinón                | 15 de septiembre | 17:00 | Telecable          |
| U. D. Las Palmas       | 1 - 0 | Real Jaén C. F.              | Gran Canaria              | 15 de septiembre | 18:00 | Televisión Canaria |
| Hércules C. F.         | 2 - 2 | R. C. D. Mallorca            | José Rico Pérez           | 15 de septiembre | 18:00 | La Sexta           |
| Real Murcia C. F.      | 2 - 1 | Deportivo Alavés             | Nueva Condomina           | 15 de septiembre | 18:00 | TBA                |
| A. D. Alcorcón         | 0 - 1 | S. D. Ponferradina           | Santo Domingo             | 15 de septiembre | 21:00 | TBA                |

| R. C. Recreativo de Huelva   | 3 - 0 | F. C. Barcelona "B"    | Nuevo Colombino           | 20 de septiembre | 21:00 | Esport3              |
| C. D. Tenerife               | 0 - 1 | C. D. Lugo             | Heliodoro Rodríguez López | 21 de septiembre | 18:00 | TV Canaria y TVG     |
| C. D. Numancia               | 3 - 1 | C. E. Sabadell F. C.   | Los Pajaritos             | 21 de septiembre | 18:00 | TBA                  |
| S. D. Eibar                  | 0 - 0 | Real Murcia C. F.      | Ipurúa                    | 21 de septiembre | 18:00 | TBA                  |
| Real Madrid Castilla C. F.   | 1 - 2 | Real Zaragoza          | Alfredo Di Stéfano        | 21 de septiembre | 18:15 | La Sexta             |
| Deportivo Alavés             | 3 - 0 | Real Sporting de Gijón | Mendizorroza              | 22 de septiembre | 12:00 | Canal+ 1             |
| Girona F. C.                 | 0 - 2 | U. D. Las Palmas       | Montilivi                 | 22 de septiembre | 17:00 | Esport3 y TV Canaria |
| R. C. D. Mallorca            | 1 - 0 | C. D. Mirandés         | Iberostar Estadi          | 22 de septiembre | 17:00 | TBA                  |
| S. D. Ponferradina           | 5 - 1 | Hércules C. F.         | El Toralín                | 22 de septiembre | 17:00 | TBA                  |
| R. C. Deportivo de La Coruña | 1 - 0 | A. D. Alcorcón         | Riazor                    | 22 de septiembre | 18:15 | La Sexta             |
| Real Jaén C. F.              | 0 - 0 | Córdoba C. F.          | La Victoria               | 22 de septiembre | 21:00 | TBA                  |

| C. D. Lugo             | 3 - 0 | U. D. Las Palmas             | Anxo Carro                | 28 de septiembre | 18:00 | TV Canaria y TVG   |
| C. E. Sabadell F. C.   | 3 - 0 | Real Jaén C. F.              | Nova Creu Alta            | 28 de septiembre | 18:00 | Esport3            |
| Real Sporting de Gijón | 3 - 2 | S. D. Eibar                  | El Molinón                | 28 de septiembre | 18:00 | telecable          |
| A. D. Alcorcón         | 2 - 0 | Deportivo Alavés             | Santo Domingo             | 28 de septiembre | 18:15 | La Sexta           |
| Hércules C. F.         | 0 - 2 | R. C. Deportivo de La Coruña | José Rico Pérez           | 29 de septiembre | 12:00 | Canal+ 1           |
| F. C. Barcelona "B"    | 0 - 1 | R. C. D. Mallorca            | Mini Estadi               | 29 de septiembre | 17:00 | Esport3            |
| C. D. Mirandés         | 1 - 0 | S. D. Ponferradina           | Anduva                    | 29 de septiembre | 17:00 | TBA                |
| C. D. Tenerife         | 1 - 0 | Real Madrid Castilla C. F.   | Heliodoro Rodríguez López | 29 de septiembre | 17:00 | Televisión Canaria |
| Córdoba C. F.          | 2 - 0 | Girona F. C.                 | Nuevo Arcángel            | 29 de septiembre | 17:00 | TBA                |
| Real Zaragoza          | 1 - 2 | R. C. Recreativo de Huelva   | La Romareda               | 29 de septiembre | 18:15 | La Sexta           |
| Real Murcia C. F.      | 2 - 1 | C. D. Numancia de Soria      | Nueva Condomina           | 29 de septiembre | 21:00 | TBA                |

| C. D. Numancia de Soria      | 0 - 0 | Real Sporting de Gijón | Los Pajaritos      | 5 de octubre | 18:00 | Telecable          |
| U. D. Las Palmas             | 2 - 0 | Córdoba C. F.          | Gran Canaria       | 5 de octubre | 18:00 | Televisión Canaria |
| R. C. Deportivo de La Coruña | 0 - 0 | C. D. Mirandés         | Riazor             | 5 de octubre | 18:15 | La Sexta           |
| R. C. D. Mallorca            | 2 - 4 | Real Zaragoza          | Iberostar Estadio  | 6 de octubre | 12:00 | Canal+ 1           |
| Girona F. C.                 | 1 - 1 | C. E. Sabadell         | Montilivi          | 6 de octubre | 17:00 | Esport3            |
| S. D. Ponferradina           | 1 - 0 | F. C. Barcelona "B"    | El Toralín         | 6 de octubre | 17:00 | TBA                |
| R. C. Recreativo de Huelva   | 2 - 1 | C. D. Tenerife         | Nuevo Colombino    | 6 de octubre | 17:00 | Televisión Canaria |
| S. D. Eibar                  | 0 - 0 | A. D. Alcorcón         | Ipurúa             | 6 de octubre | 17:00 | TBA                |
| Real Jaén C. F.              | 3 - 2 | Real Murcia C. F.      | La Victoria        | 6 de octubre | 17:00 | TBA                |
| Real Madrid Castilla C. F.   | 2 - 0 | C. D. Lugo             | Alfredo Di Stéfano | 6 de octubre | 18:15 | La Sexta           |
| Deportivo Alavés             | 3 - 1 | Hércules C. F.         | Mendizorroza       | 6 de octubre | 21:00 | TBA                |

| C. D. Mirandés             | 2 - 3 | Deportivo Alavés             | Anduva                    | 12 de octubre | 18:00 | ETB                |
| C. D. Lugo                 | 1 - 0 | Córdoba C. F.                | Anxo Carro                | 12 de octubre | 18:00 | TVG                |
| Real Murcia C. F.          | 1 - 0 | Girona F. C.                 | Nueva Condomina           | 12 de octubre | 18:00 | Esport3            |
| Real Madrid Castilla C. F. | 1 - 2 | R. C. Recreativo de Huelva   | Alfredo Di Stéfano        | 12 de octubre | 18:15 | La Sexta           |
| C. E. Sabadell F. C.       | 0 - 0 | U. D. Las Palmas             | Nova Creu Alta            | 12 de octubre | 20:00 | Esport3            |
| F. C. Barcelona "B"        | 0 - 1 | R. C. Deportivo de La Coruña | Mini Estadi               | 13 de octubre | 12:00 | Canal+ 1           |
| Real Sporting de Gijón     | 1 - 1 | Real Jaén C. F.              | El Molinón                | 13 de octubre | 17:00 | Telecable          |
| C. D. Tenerife             | 0 - 1 | R. C. D. Mallorca            | Heliodoro Rodríguez López | 13 de octubre | 18:00 | Televisión Canaria |
| Hércules C. F.             | 0 - 0 | S. D. Eibar                  | José Rico Pérez           | 13 de octubre | 18:00 | TBA                |
| Real Zaragoza              | 2 - 1 | S. D. Ponferradina           | La Romareda               | 13 de octubre | 18:15 | La Sexta           |
| A. D. Alcorcón             | 0 - 1 | C. D. Numancia de Soria      | Santo Domingo             | 13 de octubre | 21:00 | TBA                |

| S. D. Ponferradina           | 0 - 1 | C. D. Tenerife             | El Toralín        | 19 de octubre | 18:00 | Televisión Canaria |
| Deportivo Alavés             | 2 - 3 | F. C. Barcelona "B"        | Mendizorroza      | 19 de octubre | 18:00 | Esport3 y ETB      |
| Córdoba C. F.                | 1 - 0 | C. E. Sabadell             | Nuevo Arcángel    | 19 de octubre | 18:00 | TBA                |
| R. C. Recreativo de Huelva   | 3 - 3 | C. D. Lugo                 | Nuevo Colombino   | 19 de octubre | 18:15 | La Sexta           |
| R. C. Deportivo de La Coruña | 1 - 1 | Real Zaragoza              | Riazor            | 20 de octubre | 12:00 | Canal+ 1           |
| S. D. Eibar                  | 1 - 0 | C. D. Mirandés             | Ipurúa            | 20 de octubre | 17:00 | TBA                |
| Real Jaén C. F.              | 1 - 0 | A. D. Alcorcón             | La Victoria       | 20 de octubre | 17:00 | TBA                |
| R. C. D. Mallorca            | 2 - 0 | Real Madrid Castilla C. F. | Iberostar Estadio | 20 de octubre | 18:15 | La Sexta           |
| Girona F. C.                 | 2 - 1 | Real Sporting de Gijón     | Montilivi         | 20 de octubre | 19:00 | Esport3            |
| U. D. Las Palmas             | 0 - 0 | Real Murcia C. F.          | Gran Canaria      | 20 de octubre | 19:00 | Televisión Canaria |
| C. D. Numancia de Soria      | 1 - 1 | Hércules C. F.             | Los Pajaritos     | 20 de octubre | 21:00 | TBA                |

| Real Zaragoza              | 2 - 2 | Deportivo Alavés             | La Romareda               | 26 de octubre | 18:15 | La Sexta           |
| C. D. Tenerife             | 2 - 0 | R. C. Deportivo de La Coruña | Heliodoro Rodríguez López | 26 de octubre | 20:00 | TV Canaria y TVG   |
| R. C. Recreativo de Huelva | 3 - 1 | R. C. D. Mallorca            | Nuevo Colombino           | 27 de octubre | 12:00 | Canal+ 1           |
| C. D. Mirandés             | 0 - 0 | C. D. Numancia de Soria      | Anduva                    | 27 de octubre | 17:00 | TBA                |
| Hércules C. F.             | 0 - 1 | Real Jaén C. F.              | Rico Pérez                | 27 de octubre | 17:00 | TBA                |
| F. C. Barcelona "B"        | 0 - 2 | S. D. Eibar                  | Mini Estadi               | 27 de octubre | 17:00 | Esport3            |
| Real Sporting de Gijón     | 2 - 3 | U. D. Las Palmas             | El Molinón                | 27 de octubre | 17:00 | Televisión Canaria |
| Real Murcia C. F.          | 2 - 2 | Córdoba C. F.                | Nueva Condomina           | 27 de octubre | 17:00 | TBA                |
| C. D. Lugo                 | 1 - 0 | C. E. Sabadell F. C.         | Anxo Carro                | 27 de octubre | 17:00 | TBA                |
| Real Madrid Castilla C. F. | 1 - 1 | S. D. Ponferradina           | Alfredo Di Stéfano        | 27 de octubre | 18:15 | La Sexta           |
| A. D. Alcorcón             | 0 - 0 | Girona F. C.                 | Santo Domingo             | 27 de octubre | 21:00 | Teledeporte        |

| S. D. Eibar                  | 3 - 2 | Real Zaragoza              | Ipurúa            | 2 de noviembre | 18:00 | ETB                |
| C. D. Numancia de Soria      | 1 - 0 | F. C. Barcelona "B"        | Los Pajaritos     | 2 de noviembre | 18:00 | Esport3            |
| R. C. D. Mallorca            | 0 - 0 | C. D. Lugo                 | Iberostar Estadio | 2 de noviembre | 18:15 | La Sexta           |
| Girona F. C.                 | 2 - 2 | Hércules C. F.             | Montilivi         | 2 de noviembre | 20:00 | Esport3            |
| U. D. Las Palmas             | 1 - 0 | A. D. Alcorcón             | Gran Canaria      | 2 de noviembre | 20:00 | Televisión Canaria |
| Córdoba C. F.                | 2 - 2 | Real Sporting de Gijón     | Nuevo Arcángel    | 3 de noviembre | 12:00 | Canal+ 1           |
| Real Jaén C. F.              | 1 - 2 | C. D. Mirandés             | La Victoria       | 3 de noviembre | 17:00 | TBA                |
| C. E. Sabadell F. C.         | 2 - 1 | Real Murcia C. F.          | Nova Creu Alta    | 3 de noviembre | 17:00 | Esport3            |
| Deportivo Alavés             | 2 - 2 | C. D. Tenerife             | Mendizorroza      | 3 de noviembre | 18:00 | Televisión Canaria |
| R. C. Deportivo de La Coruña | 2 - 0 | Real Madrid Castilla C. F. | Riazor            | 3 de noviembre | 18:15 | La Sexta           |
| S. D. Ponferradina           | 3 - 1 | R. C. Recreativo de Huelva | El Toralín        | 3 de noviembre | 21:00 | Teledeporte        |

| F. C. Barcelona "B"        | 0 - 3 | Real Jaén C. F.              | Mini Estadi               | 9 de noviembre  | 18:00 | Esport3            |
| C. D. Lugo                 | 1 - 1 | Real Murcia C. F.            | Anxo Carro                | 9 de noviembre  | 18:00 | TVG                |
| Real Zaragoza              | 1 - 2 | C. D. Numancia de Soria      | La Romareda               | 9 de noviembre  | 18:15 | La Sexta           |
| A. D. Alcorcón             | 0 - 0 | Córdoba C. F.                | Santo Domingo             | 9 de noviembre  | 19:00 | Teledeporte        |
| Hércules C. F.             | 2 - 1 | U. D. Las Palmas             | José Rico Pérez           | 9 de noviembre  | 20:00 | Televisión Canaria |
| R. C. Recreativo de Huelva | 0 - 1 | R. C. Deportivo de La Coruña | Nuevo Colombino           | 10 de noviembre | 12:00 | Canal+ 1           |
| C. D. Mirandés             | 1 - 2 | Girona F. C.                 | Anduva                    | 10 de noviembre | 17:00 | TBA                |
| Real Sporting de Gijón     | 3 - 1 | C. E. Sabadell               | El Molinón                | 10 de noviembre | 17:00 | Esport3            |
| R. C. D. Mallorca          | 2 - 2 | S. D. Ponferradina           | Iberostar Estadio         | 10 de noviembre | 17:00 | TBA                |
| C. D. Tenerife             | 2 - 0 | S. D. Eibar                  | Heliodoro Rodríguez López | 10 de noviembre | 18:00 | Televisión Canaria |
| Real Madrid Castilla C. F. | 1 - 0 | Deportivo Alavés             | Alfredo Di Stéfano        | 10 de noviembre | 18:15 | La Sexta           |

| S. D. Ponferradina           | 0 - 2 | C. D. Lugo                 | El Toralín             | 16 de noviembre | 18:00 | TVG                |
| Deportivo Alavés             | 3 - 3 | R. C. Recreativo de Huelva | Mendizorroza           | 16 de noviembre | 18:00 | ETB                |
| Girona F. C.                 | 1 - 2 | F. C. Barcelona "B"        | Municipal de Montilivi | 16 de noviembre | 18:00 | Esport3            |
| Real Murcia C. F.            | 1 - 1 | Real Sporting de Gijón     | Nueva Condomina        | 16 de noviembre | 18:00 | Telecable          |
| Real Jaén C. F.              | 3 - 0 | Real Zaragoza              | La Victoria            | 16 de noviembre | 18:15 | La Sexta           |
| U. D. Las Palmas             | 3 - 1 | C. D. Mirandés             | Gran Canaria           | 16 de noviembre | 20:00 | Televisión Canaria |
| C. E. Sabadell F. C.         | 1 - 2 | A. D. Alcorcón             | Nova Creu Alta         | 16 de noviembre | 20:00 | Esport3            |
| R. C. Deportivo de La Coruña | 3 - 1 | R. C. D. Mallorca          | Riazor                 | 17 de noviembre | 12:00 | Canal+ 1           |
| C. D. Numancia de Soria      | 0 - 0 | C. D. Tenerife             | Los Pajaritos          | 17 de noviembre | 18:00 | Televisión Canaria |
| S. D. Eibar                  | 6 - 0 | Real Madrid Castilla C. F. | Ipurúa                 | 17 de noviembre | 18:15 | La Sexta           |
| Córdoba C. F.                | 4 - 2 | Hércules C. F.             | Nuevo Arcángel         | 17 de noviembre | 21:00 | Teledeporte        |

| R. C. D. Mallorca          | 2 - 1 | Deportivo Alavés             | Iberostar Estadio         | 23 de noviembre | 18:00 | ETB                  |
| F. C. Barcelona "B"        | 1 - 2 | U. D. Las Palmas             | Mini Estadi               | 23 de noviembre | 18:00 | TV Canaria y Esport3 |
| Real Madrid Castilla C. F. | 0 - 0 | C. D. Numancia de Soria      | Alfredo Di Stéfano        | 23 de noviembre | 18:15 | La Sexta             |
| C. D. Lugo                 | 1 - 3 | Real Sporting de Gijón       | Anxo Carro                | 24 de noviembre | 12:00 | Canal+ 1             |
| C. D. Mirandés             | 3 - 1 | Córdoba C. F.                | Anduva                    | 24 de noviembre | 17:00 | TBA                  |
| Real Zaragoza              | 1 - 0 | Girona F. C.                 | La Romareda               | 24 de noviembre | 17:00 | Esport3              |
| Hércules C. F.             | 3 - 0 | C. E. Sabadell F. C.         | José Rico Pérez           | 24 de noviembre | 17:00 | TBA                  |
| R. C. Recreativo de Huelva | 1 - 2 | S. D. Eibar                  | Nuevo Colombino           | 24 de noviembre | 17:00 | TBA                  |
| C. D. Tenerife             | 2 - 1 | Real Jaén C. F.              | Heliodoro Rodríguez López | 24 de noviembre | 18:00 | Televisión Canaria   |
| S. D. Ponferradina         | 0 - 1 | R. C. Deportivo de La Coruña | El Toralín                | 24 de noviembre | 18:15 | La Sexta             |
| A. D. Alcorcón             | 0 - 0 | Real Murcia C. F.            | Santo Domingo             | 24 de noviembre | 21:00 | Teledeporte          |

| S. D. Eibar                  | 0 - 1 | R. C. D. Mallorca          | Ipurúa          | 30 de noviembre | 18:00 | ETB                  |
| Córdoba C. F.                | 1 - 2 | F. C. Barcelona "B"        | Nuevo Arcángel  | 30 de noviembre | 18:00 | Esport3              |
| R. C. Deportivo de La Coruña | 0 - 0 | C. D. Lugo                 | Riazor          | 30 de noviembre | 18:15 | La Sexta             |
| U. D. Las Palmas             | 0 - 1 | Real Zaragoza              | Gran Canaria    | 30 de noviembre | 20:00 | Televisión Canaria   |
| Real Murcia C. F.            | 1 - 2 | Hércules C. F.             | Nueva Condomina | 1 de diciembre  | 12:00 | Canal+ 1             |
| Girona F. C.                 | 2 - 2 | C. D. Tenerife             | Montilivi       | 1 de diciembre  | 17:00 | Esport3 y TV Canaria |
| Real Sporting de Gijón       | 2 - 2 | A. D. Alcorcón             | El Molinón      | 1 de diciembre  | 17:00 | Telecable            |
| C. E. Sabadell F. C.         | 3 - 1 | C. D. Mirandés             | Nova Creu Alta  | 1 de diciembre  | 17:00 | TBA                  |
| Deportivo Alavés             | 2 - 2 | S. D. Ponferradina         | Mendizorroza    | 1 de diciembre  | 17:00 | TBA                  |
| Real Jaén C. F.              | 0 - 1 | Real Madrid Castilla C. F. | La Victoria     | 1 de diciembre  | 18:15 | La Sexta             |
| C. D. Numancia de Soria      | 2 - 3 | R. C. Recreativo de Huelva | Los Pajaritos   | 1 de diciembre  | 21:00 | Teledeporte          |

| Real Madrid Castilla C. F.   | 3 - 2 | Girona F. C.            | Alfredo Di Stéfano        | 4 de diciembre | 20:00 | Esport3     |
| C. D. Lugo                   | 1 - 2 | A. D. Alcorcón          | Anxo Carro                | 4 de diciembre | 20:00 | TVG         |
| C. D. Tenerife               | 3 - 0 | U. D. Las Palmas        | Heliodoro Rodríguez López | 4 de diciembre | 21:00 | Canal+ 1    |
| R. C. Recreativo de Huelva   | 1 - 1 | Real Jaén C. F.         | Nuevo Colombino           | 4 de diciembre | 21:00 | TBA         |
| Hércules C. F.               | 0 - 1 | Real Sporting de Gijón  | Rico Pérez                | 7 de diciembre | 18:00 | Telecable   |
| F. C. Barcelona "B"          | 2 - 0 | C. E. Sabadell F. C.    | Mini Estadi               | 7 de diciembre | 18:00 | Esport3     |
| R. C. Deportivo de La Coruña | 2 - 1 | Deportivo Alavés        | Riazor                    | 7 de diciembre | 18:15 | La Sexta    |
| R. C. D. Mallorca            | 0 - 0 | C. D. Numancia de Soria | Iberostar Estadio         | 8 de diciembre | 17:00 | TBA         |
| C. D. Mirandés               | 1 - 1 | Real Murcia C. F.       | Anduva                    | 8 de diciembre | 17:00 | TBA         |
| Real Zaragoza                | 2 - 1 | Córdoba C. F.           | La Romareda               | 8 de diciembre | 18:15 | La Sexta    |
| S. D. Ponferradina           | 2 - 1 | S. D. Eibar             | El Toralín                | 8 de diciembre | 21:00 | Teledeporte |

| Deportivo Alavés        | 2 - 1 | C. D. Lugo                   | Mendizorroza           | 14 de diciembre | 18:00 | ETB y TVG          |
| C. E. Sabadell F. C.    | 1 - 0 | Real Zaragoza                | Nova Creu Alta         | 14 de diciembre | 18:00 | Esport3            |
| A. D. Alcorcón          | 0 - 2 | Hércules C. F.               | Santo Domingo          | 14 de diciembre | 18:15 | La Sexta           |
| Girona F. C.            | 1 - 1 | R. C. Recreativo de Huelva   | Municipal de Montilivi | 14 de diciembre | 20:00 | Esport3            |
| U. D. Las Palmas        | 0 - 2 | Real Madrid Castilla C. F.   | Gran Canaria           | 14 de diciembre | 20:00 | Televisión Canaria |
| C. D. Numancia de Soria | 2 - 0 | S. D. Ponferradina           | Los Pajaritos          | 14 de diciembre | 21:00 | Teledeporte        |
| S. D. Eibar             | 2 - 1 | R. C. Deportivo de La Coruña | Ipurúa                 | 15 de diciembre | 12:00 | Canal+ 1           |
| Real Murcia C. F.       | 3 - 1 | F. C. Barcelona "B"          | Nueva Condomina        | 15 de diciembre | 17:00 | Esport3            |
| Real Sporting de Gijón  | 3 - 2 | C. D. Mirandés               | El Molinón             | 15 de diciembre | 17:00 | Telecable          |
| Córdoba C. F.           | 1 - 0 | C. D. Tenerife               | Nuevo Arcángel         | 15 de diciembre | 18:00 | Televisión Canaria |
| Real Jaén C. F.         | 2 - 1 | R. C. D. Mallorca            | La Victoria            | 15 de diciembre | 18:15 | La Sexta           |

| C. D. Lugo                   | 1 - 3 | Hércules C. F.          | Anxo Carro                | 21 de diciembre | 17:00 | TBA                  |
| Deportivo Alavés             | 0 - 2 | S. D. Eibar             | Mendizorroza              | 21 de diciembre | 18:00 | ETB                  |
| R. C. Deportivo de La Coruña | 3 - 3 | C. D. Numancia de Soria | Riazor                    | 21 de diciembre | 18:00 | TVG                  |
| F. C. Barcelona "B"          | 2 - 2 | Real Sporting de Gijón  | Mini Estadi               | 21 de diciembre | 18:00 | Esport3 y Telecable  |
| Real Madrid Castilla C. F.   | 3 - 1 | Córdoba C. F.           | Alfredo Di Stéfano        | 21 de diciembre | 18:15 | La Sexta             |
| C. D. Tenerife               | 0 - 3 | C. E. Sabadell F. C.    | Heliodoro Rodríguez López | 21 de diciembre | 20:00 | Esport3 y TV Canaria |
| R. C. Recreativo de Huelva   | 1 - 3 | U. D. Las Palmas        | Nuevo Colombino           | 22 de diciembre | 12:00 | Canal+ 1             |
| R. C. D. Mallorca            | 2 - 0 | Girona F. C.            | Iberostar Estadio         | 22 de diciembre | 17:00 | TBA                  |
| S. D. Ponferradina           | 1 - 0 | Real Jaén C. F.         | El Toralín                | 22 de diciembre | 17:00 | TBA                  |
| Real Zaragoza                | 0 - 0 | Real Murcia C. F.       | La Romareda               | 22 de diciembre | 18:15 | La Sexta             |
| C. D. Mirandés               | 1 - 1 | A. D. Alcorcón          | Anduva                    | 22 de diciembre | 21:00 | Teledeporte          |

| C. D. Lugo              | 0 - 0 | S. D. Eibar                  | Anxo Carro             | 4 de enero | 18:00 | ETB y TVG          |
| C. D. Numancia de Soria | 0 - 2 | Deportivo Alavés             | Los Pajaritos          | 4 de enero | 18:00 | TBA                |
| C. E. Sabadell F. C.    | 3 - 2 | Real Madrid Castilla C. F.   | Nova Creu Alta         | 4 de enero | 18:00 | Esport3            |
| Real Murcia C. F.       | 1 - 2 | C. D. Tenerife               | Nueva Condomina        | 4 de enero | 18:00 | Televisión Canaria |
| Hércules C. F.          | 1 - 0 | C. D. Mirandés               | José Rico Pérez        | 4 de enero | 18:00 | TBA                |
| Córdoba C. F.           | 2 - 0 | R. C. Recreativo de Huelva   | Nuevo Arcángel         | 4 de enero | 18:15 | La Sexta           |
| U. D. Las Palmas        | 2 - 2 | R. C. D. Mallorca            | Gran Canaria           | 4 de enero | 20:00 | Televisión Canaria |
| Real Sporting de Gijón  | 2 - 3 | Real Zaragoza                | Gran Canaria           | 5 de enero | 12:00 | Canal+ 1           |
| Girona F. C.            | 1 - 1 | S. D. Ponferradina           | Municipal de Montilivi | 5 de enero | 16:00 | Esport3            |
| A. D. Alcorcón          | 2 - 2 | F. C. Barcelona "B"          | Santo Domingo          | 5 de enero | 18:00 | Teledeporte        |
| Real Jaén C. F.         | 0 - 0 | R. C. Deportivo de La Coruña | La Victoria            | 5 de enero | 18:15 | La Sexta           |

| Deportivo Alavés             | 1 - 2 | Real Jaén C. F.         | Mendizorroza              | 11 de enero | 18:00 | ETB                    |
| R. C. Deportivo de La Coruña | 0 - 0 | Girona F. C.            | Riazor                    | 11 de enero | 18:00 | Esport3 y TVG          |
| Real Madrid Castilla C. F.   | 2 - 2 | Real Murcia C. F.       | Alfredo Di Stéfano        | 11 de enero | 18:15 | La Sexta               |
| S. D. Ponferradina           | 0 - 0 | U. D. Las Palmas        | El Toralín                | 11 de enero | 20:00 | La Sexta               |
| R. C. D. Mallorca            | 2 - 2 | Córdoba C. F.           | Iberostar Estadio         | 12 de enero | 12:00 | Canal+ 1               |
| S. D. Eibar                  | 1 - 2 | C. D. Numancia de Soria | Ipurúa                    | 12 de enero | 17:00 | TBA                    |
| R. C. Recreativo de Huelva   | 1 - 2 | C. E. Sabadell F. C.    | Estadio Nuevo Colombino   | 12 de enero | 17:00 | TBA                    |
| F. C. Barcelona "B"          | 5 - 0 | Hércules C. F.          | Mini Estadi               | 12 de enero | 17:00 | Esport3                |
| C. D. Tenerife               | 0 - 0 | Real Sporting de Gijón  | Heliodoro Rodríguez López | 12 de enero | 18:00 | TV Canaria y Telecable |
| Real Zaragoza                | 3 - 1 | A. D. Alcorcón          | La Romareda               | 12 de enero | 18:15 | La Sexta               |
| C. D. Mirandés               | 2 - 0 | C. D. Lugo              | Anduva                    | 12 de enero | 21:00 | Teledeporte            |

### Segunda vuelta
| Deportivo Alavés             | 1 - 1 | Girona F. C.           | Mendizorroza              | 18 de enero | 18:00 | Esport3 y ETB      |
| Real Madrid Castilla C. F.   | 1 - 2 | Real Sporting de Gijón | Alfredo Di Stéfano        | 18 de enero | 18:00 | Telecable          |
| R. C. Recreativo de Huelva   | 0 - 0 | Real Murcia C. F.      | Nuevo Colombino           | 18 de enero | 18:15 | La Sexta           |
| C. D. Tenerife               | 0 - 4 | A. D. Alcorcón         | Heliodoro Rodríguez López | 18 de enero | 20:00 | Televisión Canaria |
| R. C. Deportivo de La Coruña | 1 - 2 | U. D. Las Palmas       | Riazor                    | 19 de enero | 12:00 | Canal+ 1           |
| C. D. Numancia de Soria      | 0 - 1 | C. D. Lugo             | Los Pajaritos             | 19 de enero | 17:00 | TBA                |
| F. C. Barcelona "B"          | 1 - 1 | C. D. Mirandés         | Mini Estadi               | 19 de enero | 17:00 | Esport3            |
| R. C. D. Mallorca            | 4 - 1 | C. E. Sabadell F. C.   | Iberostar Estadio         | 19 de enero | 17:00 | TBA                |
| S. D. Eibar                  | 2 - 0 | Real Jaén C. F.        | Ipurúa                    | 19 de enero | 17:00 | TBA                |
| Real Zaragoza                | 0 - 0 | Hércules C. F.         | La Romareda               | 19 de enero | 18:15 | La Sexta           |
| S. D. Ponferradina           | 0 - 1 | Córdoba C. F.          | El Toralín                | 19 de enero | 21:00 | Teledeporte        |

| C. D. Mirandés         | 0 - 1 | Real Zaragoza                | Anduva          | 25 de enero | 18:00 | TBA                |
| Girona F. C.           | 1 - 1 | S. D. Eibar                  | El Toralín      | 25 de enero | 18:00 | Esport3 y ETB      |
| Córdoba C. F.          | 0 - 1 | R. C. Deportivo de La Coruña | Nuevo Arcángel  | 25 de enero | 18:15 | La Sexta           |
| C. D. Lugo             | 1 - 0 | F. C. Barcelona "B"          | Anxo Carro      | 25 de enero | 20:00 | Esport3 y TVG      |
| U. D. Las Palmas       | 0 - 2 | Deportivo Alavés             | Gran Canaria    | 25 de enero | 20:00 | Televisión Canaria |
| Real Sporting de Gijón | 0 - 0 | R. C. Recreativo de Huelva   | El Molinón      | 26 de enero | 12:00 | Canal+ 1           |
| C. E. Sabadell F. C.   | 1 - 1 | S. D. Ponferradina           | Nova Creu Alta  | 26 de enero | 17:00 | Esport3            |
| Real Jaén C. F.        | 0 - 0 | C. D. Numancia de Soria      | La Victoria     | 26 de enero | 17:00 | TBA                |
| Hércules C. F.         | 2 - 3 | C. D. Tenerife               | José Rico Pérez | 26 de enero | 18:00 | Televisión Canaria |
| A. D. Alcorcón         | 0 - 2 | Real Madrid Castilla C. F.   | Santo Domingo   | 26 de enero | 18:15 | La Sexta           |
| Real Murcia C. F.      | 2 - 2 | R. C. D. Mallorca            | Nueva Condomina | 26 de enero | 21:00 | Teledeporte        |

| Real Madrid Castilla C. F.   | 4 - 0 | Hércules C. F.         | Alfredo Di Stéfano        | 1 de febrero | 18:15 | La Sexta           |
| R. C. Deportivo de La Coruña | 2 - 1 | C. E. Sabadell F. C.   | Riazor                    | 1 de febrero | 20:00 | Esport3 y TVG      |
| S. D. Eibar                  | 1 - 0 | U. D. Las Palmas       | Ipurúa                    | 1 de febrero | 20:00 | Televisión Canaria |
| S. D. Ponferradina           | 2 - 0 | Real Murcia C. F.      | El Toralín                | 1 de febrero | 21:00 | Teledeporte        |
| R. C. D. Mallorca            | 1 - 3 | Real Sporting de Gijón | Iberostar Estadio         | 2 de febrero | 12:00 | Canal+ 1           |
| Real Zaragoza                | 0 - 2 | F. C. Barcelona "B"    | La Romareda               | 2 de febrero | 17:00 | Esport3            |
| Deportivo Alavés             | 1 - 1 | Córdoba C. F.          | Mendizorroza              | 2 de febrero | 17:00 | TBA                |
| C. D. Numancia de Soria      | 0 - 0 | Girona F. C.           | Los Pajaritos             | 2 de febrero | 17:00 | TBA                |
| Real Jaén C. F.              | 0 - 0 | C. D. Lugo             | La Victoria               | 2 de febrero | 17:00 | TBA                |
| C. D. Tenerife               | 3 - 0 | C. D. Mirandés         | Heliodoro Rodríguez López | 2 de febrero | 18:00 | Televisión Canaria |
| R. C. Recreativo de Huelva   | 2 - 1 | A. D. Alcorcón         | Nuevo Colombino           | 2 de febrero | 18:15 | La Sexta           |

| C. E. Sabadell F. C.   | 0 - 4 | Deportivo Alavés             | Nova Creu Alta         | 8 de febrero | 18:00 | Esport3              |
| C. D. Lugo             | 1 - 0 | Real Zaragoza                | Anxo Carro             | 8 de febrero | 18:15 | La Sexta             |
| U. D. Las Palmas       | 0 - 0 | C. D. Numancia de Soria      | Gran Canaria           | 8 de febrero | 19:00 | Televisión Canaria   |
| Girona F. C.           | 1 - 1 | Real Jaén C. F.              | Municipal de Montilivi | 8 de febrero | 20:00 | Esport3              |
| Hércules C. F.         | 1 - 2 | R. C. Recreativo de Huelva   | José Rico Pérez        | 9 de febrero | 12:00 | Canal+ 1             |
| C. D. Mirandés         | 2 - 1 | Real Madrid Castilla C. F.   | Anduva                 | 9 de febrero | 17:00 | TBA                  |
| F. C. Barcelona "B"    | 2 - 0 | C. D. Tenerife               | Mini Estadi            | 9 de febrero | 17:00 | Esport3 y TV Canaria |
| Real Sporting de Gijón | 1 - 1 | S. D. Ponferradina           | El Molinón             | 9 de febrero | 17:00 | Telecable            |
| Córdoba C. F.          | 0 - 2 | S. D. Eibar                  | Nuevo Arcángel         | 9 de febrero | 17:00 | TBA                  |
| Real Murcia C. F.      | 1 - 0 | R. C. Deportivo de La Coruña | Nueva Condomina        | 9 de febrero | 18:15 | La Sexta             |
| A. D. Alcorcón         | 1 - 1 | R. C. D. Mallorca            | Santo Domingo          | 9 de febrero | 21:00 | Teledeporte          |

| Real Madrid Castilla C. F.   | 3 - 1 | F. C. Barcelona "B"    | Alfredo Di Stéfano        | 15 de febrero | 18:00 | Esport3            |
| C. D. Tenerife               | 1 - 1 | Real Zaragoza          | Heliodoro Rodríguez López | 15 de febrero | 18:00 | Televisión Canaria |
| S. D. Eibar                  | 1 - 0 | C. E. Sabadell F. C.   | Ipurúa                    | 15 de febrero | 18:00 | ETB                |
| R. C. D. Mallorca            | 0 - 1 | Hércules C. F.         | Iberostar Estadio         | 15 de febrero | 18:15 | La Sexta           |
| Real Jaén C. F.              | 3 - 0 | U. D. Las Palmas       | La Victoria               | 15 de febrero | 20:00 | Televisión Canaria |
| R. C. Deportivo de La Coruña | 1 - 1 | Real Sporting de Gijón | Riazor                    | 16 de febrero | 12:00 | Canal+ 1           |
| S. D. Ponferradina           | 0 - 2 | A. D. Alcorcón         | El Toralín                | 16 de febrero | 17:00 | TBA                |
| Deportivo Alavés             | 0 - 1 | Real Murcia C. F.      | Mendizorroza              | 16 de febrero | 17:00 | TBA                |
| Girona F. C.                 | 6 - 0 | C. D. Lugo             | Municipal de Montilivi    | 16 de febrero | 17:00 | Esport3            |
| R. C. Recreativo de Huelva   | 1 - 0 | C. D. Mirandés         | Nuevo Colombino           | 16 de febrero | 18:15 | La Sexta           |
| C. D. Numancia de Soria      | 3 - 0 | Córdoba C. F.          | Los Pajaritos             | 16 de febrero | 21:00 | Teledeporte        |

| F. C. Barcelona "B"    | 0 - 1 | R. C. Recreativo de Huelva   | Mini Estadi     | 22 de febrero | 18:00 | Esport3              |
| Real Sporting de Gijón | 2 - 0 | Deportivo Alavés             | El Molinón      | 22 de febrero | 18:00 | ETB y Telecable      |
| C. D. Mirandés         | 0 - 0 | R. C. D. Mallorca            | Anduva          | 22 de febrero | 18:15 | La Sexta             |
| U. D. Las Palmas       | 2 - 1 | Girona F. C.                 | Gran Canaria    | 22 de febrero | 20:00 | Esport3 y TV Canaria |
| A. D. Alcorcón         | 1 - 2 | R. C. Deportivo de La Coruña | Santo Domingo   | 23 de febrero | 12:00 | Canal+ 1             |
| C. E. Sabadell F. C.   | 0 - 0 | C. D. Numancia de Soria      | Nova Creu Alta  | 23 de febrero | 16:00 | Esport3              |
| Hércules C. F.         | 1 - 0 | S. D. Ponferradina           | Rico Pérez      | 23 de febrero | 17:00 | TBA                  |
| Córdoba C. F.          | 0 - 0 | Real Jaén C. F.              | Nuevo Arcángel  | 23 de febrero | 17:00 | TBA                  |
| C. D. Lugo             | 1 - 3 | C. D. Tenerife               | Anxo Carro      | 23 de febrero | 18:00 | TV Canaria y TVG     |
| Real Zaragoza          | 0 - 2 | Real Madrid Castilla C. F.   | La Romareda     | 23 de febrero | 18:15 | La Sexta             |
| Real Murcia C. F.      | 0 - 0 | S. D. Eibar                  | Nueva Condomina | 23 de febrero | 21:00 | Teledeporte          |

| Deportivo Alavés             | 1 - 0 | A. D. Alcorcón         | Alfredo Di Stéfano     | 1 de marzo | 18:00 | ETB                |
| R. C. Recreativo de Huelva   | 2 - 2 | Real Zaragoza          | Nuevo Colombino        | 1 de marzo | 18:15 | La Sexta           |
| Real Madrid Castilla C. F.   | 2 - 2 | C. D. Tenerife         | Alfredo Di Stéfano     | 1 de marzo | 20:00 | Televisión Canaria |
| R. C. D. Mallorca            | 1 - 2 | F. C. Barcelona "B"    | Iberostar Estadio      | 1 de marzo | 20:00 | Esport3            |
| S. D. Eibar                  | 3 - 0 | Real Sporting de Gijón | Ipurúa                 | 2 de marzo | 12:00 | Canal+ 1           |
| Real Jaén C. F.              | 0 - 1 | C. E. Sabadell F. C.   | La Victoria            | 2 de marzo | 17:00 | TBA                |
| Girona F. C.                 | 0 - 1 | Córdoba C. F.          | Municipal de Montilivi | 2 de marzo | 17:00 | Esport3            |
| U. D. Las Palmas             | 0 - 0 | C. D. Lugo             | Gran Cnaaria           | 2 de marzo | 17:00 | Televisión Canaria |
| R. C. Deportivo de La Coruña | 3 - 2 | Hércules C. F.         | Riazor                 | 2 de marzo | 18:15 | La Sexta           |
| S. D. Ponferradina           | 1 - 1 | C. D. Mirandés         | El Toralín             | 2 de marzo | 19:00 | TBA                |
| C. D. Numancia de Soria      | 1 - 0 | Real Murcia C. F.      | Los Pajaritos          | 2 de marzo | 21:00 | Teledeporte        |

| A. D. Alcorcón         | 0 - 0 | S. D. Eibar                  | Santo Domingo             | 8 de marzo | 18:00 | ETB                |
| C. D. Mirandés         | 1 - 0 | R. C. Deportivo de La Coruña | Anduva                    | 8 de marzo | 18:15 | La Sexta           |
| C. E. Sabadell F. C.   | 4 - 0 | Girona F. C.                 | Nova Creu Alta            | 8 de marzo | 20:00 | Esport3            |
| Córdoba C. F.          | 0 - 1 | U. D. Las Palmas             | Nuevo Arcángel            | 8 de marzo | 20:00 | Televisión Canaria |
| Real Zaragoza          | 1 - 1 | R. C. D. Mallorca            | La Romareda               | 9 de marzo | 12:00 | Canal+ 1           |
| F. C. Barcelona "B"    | 1 - 0 | S. D. Ponferradina           | Mini Estadi               | 9 de marzo | 17:00 | Esport3            |
| Hércules C. F.         | 2 - 0 | Deportivo Alavés             | José Rico Pérez           | 9 de marzo | 17:00 | TBA                |
| Real Sporting de Gijón | 2 - 2 | C. D. Numancia de Soria      | El Molinón                | 9 de marzo | 17:00 | Telecable          |
| C. D. Tenerife         | 1 - 0 | R. C. Recreativo de Huelva   | Heliodoro Rodríguez López | 9 de marzo | 18:00 | Televisión Canaria |
| C. D. Lugo             | 1 - 1 | Real Madrid Castilla C. F.   | Heliodoro Rodríguez López | 9 de marzo | 18:15 | La Sexta           |
| Real Murcia C. F.      | 2 - 0 | Real Jaén C. F.              | Nueva Condomina           | 9 de marzo | 21:00 | Teledeporte        |

| Deportivo Alavés             | 0 - 2 | Club Deportivo Mirandés    | Mendizorroza           | 15 de marzo | 18:00 | ETB                |
| Real Jaén C. F.              | 3 - 2 | Real Sporting de Gijón     | La Victoria            | 15 de marzo | 18:00 | Telecable          |
| R. C. Recreativo de Huelva   | 2 - 3 | Real Madrid Castilla C. F. | Nuevo Colombino        | 15 de marzo | 18:15 | La Sexta           |
| R. C. Deportivo de La Coruña | 0 - 0 | F. C. Barcelona "B"        | Riazor                 | 15 de marzo | 20:00 | TVG y Esport3      |
| U. D. Las Palmas             | 5 - 0 | C. E. Sabadell F. C.       | Gran Canaria           | 15 de marzo | 20:00 | Televisión Canaria |
| S. D. Ponferradina           | 4 - 2 | Real Zaragoza              | El Toralín             | 16 de marzo | 12:00 | Canal+ 1           |
| Girona F. C.                 | 0 - 1 | Real Murcia C. F.          | Municipal de Montilivi | 16 de marzo | 17:00 | Esport3            |
| Córdoba C. F.                | 1 - 1 | C. D. Lugo                 | Nuevo Arcángel         | 16 de marzo | 17:00 | TVG                |
| R. C. D. Mallorca            | 2 - 0 | C. D. Tenerife             | Iberostar Estadio      | 16 de marzo | 18:00 | TBA                |
| S. D. Eibar                  | 1 - 1 | Hércules C. F.             | Ipurúa                 | 16 de marzo | 18:15 | La Sexta           |
| C. D. Numancia de Soria      | 0 - 1 | A. D. Alcorcón             | Los Pajaritos          | 16 de marzo | 20:00 | Teledeporte        |

| F. C. Barcelona "B"        | 2 - 1 | Deportivo Alavés             | Mini Estadi               | 22 de marzo | 18:00 | Esport3             |
| C. D. Mirandés             | 1 - 4 | S. D. Eibar                  | Anduva                    | 22 de marzo | 18:00 | ETB 1               |
| A. D. Alcorcón             | 0 - 0 | Real Jaén C. F.              | Santo Domingo             | 22 de marzo | 18:00 | Teledeporte         |
| C. D. Lugo                 | 2 - 0 | R. C. Recreativo de Huelva   | Anxo Carro                | 22 de marzo | 18:15 | La Sexta            |
| Real Murcia C. F.          | 1 - 3 | U. D. Las Palmas             | Nueva Condomina           | 22 de marzo | 20:00 | Televisión Canaria  |
| C. E. Sabadell F. C.       | 3 - 2 | Córdoba C. F.                | Nova Creu Alta            | 22 de marzo | 20:00 | Esport3             |
| Real Zaragoza              | 0 - 1 | R. C. Deportivo de La Coruña | La Romareda               | 23 de marzo | 12:00 | Canal+ 1            |
| Hércules C. F.             | 0 - 0 | C. D. Numancia de Soria      | José Rico Pérez           | 23 de marzo | 17:00 | TBA                 |
| Real Sporting de Gijón     | 3 - 1 | Girona F. C.                 | El Molinón                | 23 de marzo | 17:00 | Esport3 y Telecable |
| C. D. Tenerife             | 5 - 0 | S. D. Ponferradina           | Heliodoro Rodríguez López | 23 de marzo | 18:00 | Televisión Canaria  |
| Real Madrid Castilla C. F. | 1 - 2 | R. C. D. Mallorca            | Alfredo Di Stéfano        | 23 de marzo | 18:15 | La Sexta            |

| S. D. Ponferradina           | 0 - 0 | Real Madrid Castilla C. F. | El Toralín             | 29 de marzo | 18:00 | TBA              |
| Córdoba C. F.                | 1 - 1 | Real Murcia C. F.          | Nuevo Arcángel         | 29 de marzo | 18:00 | TBA              |
| R. C. D. Mallorca            | 0 - 0 | R. C. Recreativo de Huelva | Iberostar Estadio      | 29 de marzo | 18:15 | La Sexta         |
| S. D. Eibar                  | 0 - 0 | F. C. Barcelona "B"        | Ipurúa                 | 29 de marzo | 18:30 | Esport3 y ETB    |
| R. C. Deportivo de La Coruña | 1 - 1 | C. D. Tenerife             | Riazor                 | 29 de marzo | 21:00 | TV Canaria y TVC |
| C. D. Numancia de Soria      | 0 - 1 | C. D. Mirandés             | Los Pajaritos          | 29 de marzo | 22:00 | Teledeporte      |
| U. D. Las Palmas             | 2 - 1 | Real Sporting de Gijón     | Gran Canaria           | 30 de marzo | 12:00 | Canal+ 1         |
| Real Jaén C. F.              | 1 - 1 | Hércules C. F.             | La Victoria            | 30 de marzo | 17:00 | TBA              |
| Girona F. C.                 | 3 - 1 | A. D. Alcorcón             | Municipal de Montilivi | 30 de marzo | 17:00 | Esport3          |
| C. E. Sabadell F. C.         | 1 - 0 | C. D. Lugo                 | Nova Creu Alta         | 30 de marzo | 17:00 | TBA              |
| Deportivo Alavés             | 2 - 2 | Real Zaragoza              | Mendizorroza           | 30 de marzo | 18:15 | La Sexta         |

| Real Murcia C. F.          | 2 - 0 | C. E. Sabadell F. C.         | Nueva Condomina           | 5 de abril | 18:00 | Esport3            |
| Real Madrid Castilla C. F. | 0 - 2 | R. C. Deportivo de La Coruña | Alfredo Di Stéfano        | 5 de abril | 18:15 | La Sexta           |
| A. D. Alcorcón             | 2 - 0 | U. D. Las Palmas             | Santo Domingo             | 5 de abril | 20:00 | Televisión Canaria |
| Real Zaragoza              | 1 - 0 | S. D. Eibar                  | La Romareda               | 6 de abril | 12:00 | Canal+ 1           |
| C. D. Lugo                 | 2 - 1 | R. C. D. Mallorca            | Anxo Carro                | 6 de abril | 17:00 | TVG                |
| F. C. Barcelona "B"        | 3 - 0 | C. D. Numancia de Soria      | Mini Estadi               | 6 de abril | 17:00 | Esport3            |
| Hércules C. F.             | 0 - 0 | Girona F. C.                 | José Rico Pérez           | 6 de abril | 17:00 | TBA                |
| Real Sporting de Gijón     | 1 - 2 | Córdoba C. F.                | El Molinón                | 6 de abril | 17:00 | Telecable          |
| C. D. Tenerife             | 2 - 0 | Deportivo Alavés             | Heliodoro Rodríguez López | 6 de abril | 18:00 | Televisión Canaria |
| R. C. Recreativo de Huelva | 1 - 0 | S. D. Ponferradina           | Nuevo Colombino           | 6 de abril | 18:15 | La Sexta           |
| C. D. Mirandés             | 2 - 1 | Real Jaén C. F.              | Anduva                    | 6 de abril | 21:00 | Teledeporte        |

| Girona F. C.                 | 4 - 0 | C. D. Mirandés             | Nueva Condomina | 12 de abril | 18:00 | Esport3            |
| C. D. Numancia de Soria      | 2 - 2 | Real Zaragoza              | Los Pajaritos   | 12 de abril | 18:15 | La Sexta           |
| U. D. Las Palmas             | 2 - 1 | Hércules C. F.             | Gran Canaria    | 12 de abril | 20:00 | Televisión Canaria |
| C. E. Sabadell F. C.         | 2 - 0 | Real Sporting de Gijón     | Nova Creu Alta  | 12 de abril | 20:00 | Esport3            |
| R. C. Deportivo de La Coruña | 2 - 0 | R. C. Recreativo de Huelva | Riazor          | 13 de abril | 12:00 | Canal+ 1           |
| Real Jaén C. F.              | 0 - 3 | F. C. Barcelona "B"        | La Victoria     | 13 de abril | 17:00 | Esport3            |
| Córdoba C. F.                | 3 - 1 | A. D. Alcorcón             | Nuevo Arcángel  | 13 de abril | 17:00 | TBA                |
| Real Murcia C. F.            | 3 - 0 | C. D. Lugo                 | Nueva Condomina | 13 de abril | 17:00 | TBA                |
| S. D. Eibar                  | 1 - 2 | C. D. Tenerife             | Ipurúa          | 13 de abril | 18:00 | Televisión Canaria |
| Deportivo Alavés             | 2 - 2 | Real Madrid Castilla C. F. | Mendizorroza    | 13 de abril | 18:15 | La Sexta           |
| S. D. Ponferradina           | 2 - 0 | R. C. D. Mallorca          | El Toralín      | 13 de abril | 21:00 | Teledeporte        |

| C. D. Lugo                 | 3 - 0 | S. D. Ponferradina           | Anxo Carro                | 19 de abril | 18:00 | TVG                |
| Hércules C. F.             | 0 - 1 | Córdoba C. F.                | José Rico Pérez           | 19 de abril | 18:00 | TBA                |
| Real Madrid Castilla C. F. | 0 - 1 | S. D. Eibar                  | Alfredo Di Stéfano        | 19 de abril | 18:15 | La Sexta           |
| F. C. Barcelona "B"        | 2 - 1 | Girona F. C.                 | Mini Estadi               | 19 de abril | 19:00 | Esport3            |
| C. D. Mirandés             | 2 - 1 | U. D. Las Palmas             | Anduva                    | 19 de abril | 20:00 | Televisión Canaria |
| R. C. D. Mallorca          | 0 - 3 | R. C. Deportivo de La Coruña | Iberostar Estadio         | 20 de abril | 12:00 | Canal+ 1           |
| R. C. Recreativo de Huelva | 0 - 2 | Deportivo Alavés             | Nuevo Colombino           | 20 de abril | 17:00 | TBA                |
| Real Sporting de Gijón     | 0 - 0 | Real Murcia C. F.            | El Molinón                | 20 de abril | 17:00 | Telecable          |
| C. D. Tenerife             | 3 - 2 | C. D. Numancia de Soria      | Heliodoro Rodríguez López | 20 de abril | 18:00 | Televisión Canaria |
| Real Zaragoza              | 1 - 0 | Real Jaén C. F.              | La Romareda               | 20 de abril | 18:15 | La Sexta           |
| A. D. Alcorcón             | 3 - 1 | C. E. Sabadell F. C.         | Santo Domingo             | 20 de abril | 21:00 | Teledeporte        |

| Deportivo Alavés             | 1 - 0 | R. C. D. Mallorca          | Mendizorroza           | 26 de abril | 18:00 | TVG                  |
| Real Sporting de Gijón       | 2 - 0 | C. D. Lugo                 | El Molinón             | 26 de abril | 18:00 | ETB                  |
| R. C. Deportivo de La Coruña | 0 - 3 | S. D. Ponferradina         | Riazor                 | 26 de abril | 18:15 | La Sexta             |
| Córdoba C. F.                | 1 - 1 | C. D. Mirandés             | Nuevo Arcángel         | 26 de abril | 20:00 | TBA                  |
| U. D. Las Palmas             | 0 - 2 | F. C. Barcelona "B"        | Gran Canaria           | 26 de abril | 22:00 | Esport3 y TV Canaria |
| S. D. Eibar                  | 0 - 0 | R. C. Recreativo de Huelva | Ipurúa                 | 27 de abril | 12:00 | Canal+ 1             |
| C. E. Sabadell F. C.         | 2 - 1 | Hércules C. F.             | Nova Creu Alta         | 27 de abril | 17:00 | TBA                  |
| Real Jaén C. F.              | 1 - 0 | C. D. Tenerife             | La Victoria            | 27 de abril | 18:00 | Televisión Canaria   |
| C. D. Numancia de Soria      | 0 - 0 | Real Madrid Castilla C. F. | Los Pajaritos          | 27 de abril | 18:15 | La Sexta             |
| Girona F. C.                 | 2 - 0 | Real Zaragoza              | Municipal de Montilivi | 27 de abril | 19:00 | TBA                  |
| Real Murcia C. F.            | 1 - 1 | A. D. Alcorcón             | Nueva Condomina        | 27 de abril | 21:00 | Teledeporte          |

| S. D. Ponferradina         | 2 - 1 | Deportivo Alavés             | El Toralín                | 3 de mayo | 18:00 | ETB         |
| A. D. Alcorcón             | 1 - 0 | Real Sporting de Gijón       | Santo Domingo             | 3 de mayo | 18:00 | Telecable   |
| C. D. Lugo                 | 2 - 2 | R. C. Deportivo de La Coruña | Anxo Carro                | 3 de mayo | 18:15 | LaSexta     |
| F. C. Barcelona "B"        | 0 - 1 | Córdoba C. F.                | Mini Estadi               | 3 de mayo | 20:00 | Esport3     |
| Hércules C. F.             | 2 - 3 | Real Murcia C. F.            | Rico Pérez                | 3 de mayo | 20:00 | TBA         |
| Real Zaragoza              | 1 - 2 | U. D. Las Palmas             | La Romareda               | 4 de mayo | 12:00 | Canal+ 1    |
| Real Madrid Castilla C. F. | 1 - 1 | Real Jaén C. F.              | La Romareda               | 4 de mayo | 17:00 | TBA         |
| R. C. D. Mallorca          | 0 - 2 | S. D. Eibar                  | Iberostar Estadio         | 4 de mayo | 18:15 | LaSexta     |
| C. D. Tenerife             | 0 - 1 | Girona F. C.                 | Heliodoro Rodríguez López | 4 de mayo | 19:00 | Esport3     |
| R. C. Recreativo de Huelva | 0 - 0 | C. D. Numancia de Soria      | Nuevo Colombino           | 4 de mayo | 19:00 | TBA         |
| C. D. Mirandés             | 2 - 2 | C. E. Sabadell F. C.         | Anduva                    | 4 de mayo | 21:00 | Teledeporte |

| Girona F. C.            | 1 - 1 | Real Madrid Castilla C. F.   | Municipal de Montilivi | 11 de mayo | 18:00 | Esport3            |
| Real Sporting de Gijón  | 2 - 1 | Hércules C. F.               | El Molinón             | 11 de mayo | 18:00 | Telecable          |
| C. D. Numancia de Soria | 1 - 1 | R. C. D. Mallorca            | Los Pajaritos          | 11 de mayo | 18:15 | LaSexta            |
| C. E. Sabadell F. C.    | 2 - 1 | F. C. Barcelona "B"          | Mini Estadi            | 11 de mayo | 20:00 | Esport3            |
| A. D. Alcorcón          | 1 - 0 | C. D. Lugo                   | Santo Domingo          | 11 de mayo | 20:00 | Teledeporte        |
| S. D. Eibar             | 0 - 0 | S. D. Ponferradina           | Ipurúa                 | 11 de mayo | 20:15 | ETB                |
| U. D. Las Palmas        | 1 - 0 | C. D. Tenerife               | Gran Canaria           | 11 de mayo | 22:00 | Televisión Canaria |
| Córdoba C. F.           | 1 - 2 | Real Zaragoza                | Nuevo Arcángel         | 12 de mayo | 12:00 | Canal+ 1           |
| Real Murcia C. F.       | 5 - 0 | C. D. Mirandés               | Nueva Condomina        | 12 de mayo | 17:00 | TBA                |
| Deportivo Alavés        | 1 - 1 | R. C. Deportivo de La Coruña | Mendizorroza           | 12 de mayo | 18:15 | La Sexta           |
| Real Jaén C. F.         | 3 - 1 | R. C. Recreativo de Huelva   | La Victoria            | 12 de mayo | 19:00 | TBA                |

| R. C. D. Mallorca            | 0 - 0 | Real Jaén C. F.         | Iberostar Estadio         | 17 de mayo | 18:15 | LaSexta            |
| Hércules C. F.               | 1 - 2 | A. D. Alcorcón          | José Rico Pérez           | 17 de mayo | 20:00 | TBA                |
| Real Zaragoza                | 2 - 2 | C. E. Sabadell F. C.    | La Romareda               | 17 de mayo | 20:00 | TBA                |
| C. D. Mirandés               | 1 - 1 | Real Sporting de Gijón  | Anduva                    | 17 de mayo | 20:00 | Telecable          |
| C. D. Tenerife               | 0 - 1 | Córdoba C. F.           | Heliodoro Rodríguez López | 17 de mayo | 21:00 | Televisión Canaria |
| F. C. Barcelona "B"          | 4 - 0 | Real Murcia C. F.       | Mini Estadi               | 17 de mayo | 21:30 | Esport3            |
| R. C. Deportivo de La Coruña | 1 - 1 | S. D. Eibar             | Riazor                    | 18 de mayo | 12:00 | Canal+ 1           |
| C. D. Lugo                   | 0 - 1 | Deportivo Alavés        | Anxo Carro                | 18 de mayo | 18:15 | LaSexta            |
| R. C. Recreativo de Huelva   | 1 - 0 | Girona F. C.            | Nuevo Colombino           | 18 de mayo | 20:00 | TBA                |
| Real Madrid Castilla C. F.   | 3 - 2 | U. D. Las Palmas        | Alfredo Di Stéfano        | 18 de mayo | 20:00 | Real Madrid TV     |
| S. D. Ponferradina           | 0 - 1 | C. D. Numancia de Soria | El Toralín                | 18 de mayo | 21:15 | Teledeporte        |

| Real Sporting de Gijón  | 1 - 0 | F. C. Barcelona "B"          | El Molinón             | 24 de mayo | 16:00 | Telecable            |
| Córdoba C. F.           | 2 - 0 | Real Madrid Castilla C. F.   | Nuevo Arcángel         | 25 de mayo | 16:00 | LaSexta              |
| Girona F. C.            | 1 - 1 | R. C. D. Mallorca            | Municipal de Montilivi | 25 de mayo | 17:00 | Esport3              |
| Hércules C. F.          | 1 - 1 | C. D. Lugo                   | Rico Pérez             | 25 de mayo | 17:00 | TBA                  |
| Real Murcia C. F.       | 1 - 1 | Real Zaragoza                | Nueva Condomina        | 25 de mayo | 18:00 | LaSexta              |
| Real Jaén C. F.         | 0 - 1 | S. D. Ponferradina           | La Victoria            | 25 de mayo | 19:00 | TBA                  |
| C. E. Sabadell F. C.    | 1 - 0 | C. D. Tenerife               | Nova Creu Alta         | 25 de mayo | 19:00 | Esport3 y TV Canaria |
| C. D. Numancia de Soria | 2 - 1 | R. C. Deportivo de La Coruña | Los Pajaritos          | 25 de mayo | 20:00 | Canal+ 1             |
| S. D. Eibar             | 1 - 0 | Deportivo Alavés             | Ipurúa                 | 25 de mayo | 20:15 | ETB                  |
| U. D. Las Palmas        | 2 - 3 | R. C. Recreativo de Huelva   | Gran Canaria           | 25 de mayo | 21:00 | Televisión Canaria   |
| A. D. Alcorcón          | 2 - 0 | C. D. Mirandés               | Santo Domingo          | 25 de mayo | 21:00 | Teledeporte          |

| S. D. Eibar                  | 1 - 0 | C. D. Lugo              | Ipurúa                    | 31 de mayo | 19:00 | TVG y ETB          |
| Deportivo Alavés             | 3 - 1 | C. D. Numancia de Soria | Mendizorroza              | 31 de mayo | 19:00 | TBA                |
| R. C. Deportivo de La Coruña | 1 - 0 | Real Jaén C. F.         | Riazor                    | 31 de mayo | 19:00 | Canal+ 1           |
| S. D. Ponferradina           | 1 - 2 | Girona F. C.            | El Toralín                | 31 de mayo | 19:00 | Esport3            |
| R. C. D. Mallorca            | 2 - 0 | U. D. Las Palmas        | Iberostar Estadio         | 31 de mayo | 19:00 | Televisión Canaria |
| Real Madrid Castilla C. F.   | 2 - 1 | C. E. Sabadell F. C.    | Alfredo Di Stéfano        | 31 de mayo | 19:00 | Esport3            |
| C. D. Mirandés               | 0 - 1 | Hércules C. F.          | Anduva                    | 31 de mayo | 19:00 | TBA                |
| Real Zaragoza                | 1 - 1 | Real Sporting de Gijón  | La Romareda               | 31 de mayo | 19:00 | Telecable          |
| C. D. Tenerife               | 0 - 1 | Real Murcia C. F.       | Heliodoro Rodríguez López | 31 de mayo | 19:00 | Televisión Canaria |
| R. C. Recreativo de Huelva   | 1 - 1 | Córdoba C. F.           | Nuevo Colombino           | 31 de mayo | 19:00 | TBA                |
| F. C. Barcelona "B"          | 4 - 3 | A. D. Alcorcón          | Mini Estadi               | 31 de mayo | 19:00 | rtve.es            |

| Real Murcia C. F.       | 1 - 0 | Real Madrid Castilla C. F.   | Nueva Condomina        | 7 de junio | 18:30 | Canal+ 1           |
| C. D. Lugo              | 1 - 0 | C. D. Mirandés               | Anxo Carro             | 7 de junio | 18:30 | TVG                |
| Hércules C. F.          | 1 - 2 | F. C. Barcelona "B"          | Rico Pérez             | 7 de junio | 18:30 | TBA                |
| Real Sporting de Gijón  | 3 - 0 | C. D. Tenerife               | El Molinón             | 7 de junio | 18:30 | Telecable          |
| C. E. Sabadell F. C.    | 0 - 0 | R. C. Recreativo de Huelva   | Nova Creu Alta         | 7 de junio | 18:30 | TBA                |
| Córdoba C. F.           | 0 - 0 | R. C. D. Mallorca            | Nuevo Arcángel         | 7 de junio | 18:30 | LaSexta            |
| U. D. Las Palmas        | 3 - 2 | S. D. Ponferradina           | Gran Canaria           | 7 de junio | 18:30 | Televisión Canaria |
| Girona F. C.            | 3 - 1 | R. C. Deportivo de La Coruña | Municipal de Montilivi | 7 de junio | 18:30 | Esport3            |
| Real Jaén C. F.         | 2 - 3 | Deportivo Alavés             | La Victoria            | 7 de junio | 18:30 | ETB 1              |
| C. D. Numancia de Soria | 1 - 1 | S. D. Eibar (C)              | Los Pajaritos          | 8 de junio | 18:00 | TBA                |
| A. D. Alcorcón          | 1 - 0 | Real Zaragoza                | Santo Domingo          | 8 de junio | 18:15 | Teledeporte        |

### Tabla de resultados cruzados
| Local \ Visitante          | ALV | ALC | BAR | COR | DEP | EIB | GIR | HER | JAE | LAS | LUG | MLL | MIR | MUR | NUM | PON | RMC | REC | SAB | SPO | TEN | ZAR |
| -------------------------- | --- | --- | --- | --- | --- | --- | --- | --- | --- | --- | --- | --- | --- | --- | --- | --- | --- | --- | --- | --- | --- | --- |
| Deportivo Alavés           | —   | 1–0 | 2–3 | 1–1 | 1–1 | 0–2 | 1–1 | 3–1 | 1–2 | 1–1 | 2–1 | 1–0 | 0–2 | 0–1 | 3–1 | 2–2 | 2–2 | 3–3 | 1–1 | 3–0 | 2–2 | 2–2 |
| A. D. Alcorcón             | 2–0 | —   | 2–2 | 0–0 | 1–2 | 0–0 | 0–0 | 0–2 | 0–0 | 2–0 | 1–0 | 1–1 | 2–0 | 0–0 | 0–1 | 0–1 | 0–2 | 3–0 | 3–1 | 1–0 | 1–0 | 1–0 |
| F. C. Barcelona "B"        | 2–1 | 4–3 | —   | 0–1 | 0–1 | 0–2 | 2–1 | 5–0 | 0–3 | 1–2 | 2–1 | 0–1 | 1–1 | 4–0 | 3–0 | 1–0 | 2–0 | 0–1 | 2–0 | 2–2 | 2–0 | 1–0 |
| Córdoba C. F.              | 1–1 | 3–1 | 1–2 | —   | 0–1 | 0–2 | 2–0 | 4–2 | 0–0 | 0–1 | 1–1 | 0–0 | 1–1 | 1–1 | 3–1 | 1–0 | 2–0 | 2–0 | 1–0 | 2–2 | 1–0 | 1–2 |
| R. C. Deportivo La Coruña  | 2–1 | 1–0 | 0–0 | 0–1 | —   | 1–1 | 0–0 | 3–2 | 1–0 | 1–2 | 0–0 | 3–1 | 0–0 | 0–1 | 3–3 | 0–3 | 2–0 | 2–0 | 2–1 | 1–1 | 1–1 | 1–1 |
| S. D. Eibar                | 1–0 | 0–0 | 0–0 | 1–0 | 2–1 | —   | 0–3 | 1–1 | 2–0 | 1–0 | 1–0 | 0–1 | 1–0 | 0–0 | 1–2 | 0–0 | 6–0 | 0–0 | 1–0 | 3–0 | 1–2 | 3–2 |
| Girona F. C.               | 1–0 | 3–1 | 1–2 | 0–1 | 3–1 | 1–1 | —   | 2–2 | 1–1 | 0–2 | 6–0 | 1–1 | 4–0 | 0–1 | 2–2 | 1–1 | 1–1 | 1–1 | 1–1 | 2–1 | 2–2 | 2–0 |
| Hércules C. F.             | 2–0 | 1–2 | 1–2 | 0–1 | 0–2 | 0–0 | 0–0 | —   | 0–1 | 2–1 | 1–1 | 2–2 | 1–0 | 2–3 | 0–0 | 1–0 | 2–1 | 1–2 | 3–0 | 0–1 | 2–3 | 1–1 |
| Real Jaén C. F.            | 2–3 | 1–0 | 0–3 | 0–0 | 0–0 | 1–2 | 3–1 | 1–1 | —   | 3–0 | 0–0 | 2–1 | 1–2 | 3–2 | 0–0 | 0–1 | 0–1 | 3–1 | 0–1 | 3–2 | 1–0 | 3–0 |
| U. D. Las Palmas           | 0–2 | 1–0 | 0–2 | 2–0 | 0–1 | 1–1 | 2–1 | 2–1 | 1–0 | —   | 0–0 | 2–2 | 3–1 | 0–0 | 0–0 | 3–2 | 0–2 | 2–3 | 5–0 | 2–1 | 1–0 | 0–1 |
| C. D. Lugo                 | 0–1 | 1–2 | 1–0 | 1–0 | 2–2 | 0–0 | 1–2 | 1–3 | 4–2 | 3–0 | —   | 2–1 | 1–0 | 1–1 | 0–0 | 3–0 | 1–1 | 2–0 | 1–0 | 1–3 | 1–3 | 1–0 |
| R. C. D. Mallorca          | 2–1 | 2–1 | 1–2 | 2–2 | 0–3 | 0–2 | 2–0 | 0–1 | 0–0 | 2–0 | 0–0 | —   | 1–0 | 2–4 | 0–0 | 2–2 | 2–0 | 0–0 | 4–1 | 1–3 | 2–0 | 2–4 |
| C. D. Mirandés             | 2–3 | 1–1 | 2–1 | 3–1 | 1–0 | 1–4 | 1–2 | 0–1 | 2–1 | 2–1 | 2–0 | 0–0 | —   | 1–1 | 0–0 | 1–0 | 2–1 | 0–3 | 2–2 | 1–1 | 2–0 | 0–1 |
| Real Murcia C. F.          | 2–1 | 1–1 | 3–1 | 2–2 | 1–0 | 0–0 | 1–0 | 1–2 | 2–0 | 1–3 | 3–1 | 2–2 | 5–0 | —   | 2–1 | 2–2 | 1–0 | 2–3 | 2–0 | 1–1 | 1–2 | 1–1 |
| C. D. Numancia             | 0–2 | 0–1 | 1–0 | 3–0 | 2–1 | 1–1 | 0–0 | 1–1 | 4–2 | 1–1 | 0–1 | 1–1 | 0–1 | 1–0 | —   | 2–0 | 0–0 | 2–3 | 3–1 | 0–0 | 0–0 | 2–2 |
| S. D. Ponferradina         | 2–1 | 0–2 | 1–0 | 0–1 | 0–1 | 2–1 | 1–2 | 5–1 | 1–0 | 0–0 | 0–2 | 2–0 | 1–1 | 2–0 | 0–1 | —   | 0–0 | 3–1 | 2–0 | 2–2 | 0–1 | 4–2 |
| Real Madrid Castilla       | 1–0 | 0–1 | 3–1 | 3–1 | 0–2 | 0–1 | 3–2 | 4–0 | 1–1 | 3–2 | 2–0 | 1–2 | 0–1 | 2–2 | 0–0 | 1–1 | —   | 1–2 | 2–1 | 1–2 | 2–2 | 1–2 |
| R. C. Recreativo de Huelva | 0–2 | 2–1 | 3–0 | 1–1 | 0–1 | 1–2 | 1–0 | 2–0 | 1–1 | 1–3 | 3–3 | 3–1 | 1–0 | 0–0 | 0–0 | 1–0 | 2–3 | —   | 1–2 | 1–1 | 2–1 | 2–2 |
| C. E. Sabadell F. C.       | 0–4 | 1–2 | 2–1 | 3–2 | 0–3 | 1–0 | 4–0 | 2–1 | 3–0 | 0–0 | 1–0 | 4–0 | 3–1 | 2–1 | 0–0 | 1–1 | 3–2 | 0–0 | —   | 2–0 | 1–0 | 1–0 |
| Sporting de Gijón          | 2–0 | 2–2 | 1–0 | 1–2 | 2–0 | 3–2 | 3–1 | 2–1 | 1–1 | 2–3 | 2–0 | 3–0 | 3–2 | 0–0 | 2–2 | 1–1 | 1–0 | 0–0 | 3–1 | —   | 3–0 | 2–3 |
| C. D. Tenerife             | 2–0 | 0–4 | 2–2 | 0–1 | 2–0 | 2–0 | 0–1 | 0–0 | 2–1 | 3–0 | 0–1 | 0–1 | 3–0 | 0–1 | 3–2 | 5–0 | 1–0 | 1–0 | 0–3 | 0–0 | —   | 1–1 |
| Real Zaragoza              | 2–2 | 3–1 | 0–2 | 2–1 | 0–1 | 1–0 | 1–0 | 0–0 | 1–0 | 1–2 | 0–1 | 1–1 | 0–0 | 0–0 | 1–2 | 2–1 | 0–2 | 1–2 | 2–2 | 1–1 | 3–0 | —   |

## Playoff de ascenso a Primera División
|  | Semifinales            | Semifinales      | Semifinales        |   |                  | Final            | Final            | Final            |  |
|  | 11 y 15 de junio       | 11 y 15 de junio | 11 y 15 de junio   |   |                  | 19 y 22 de junio | 19 y 22 de junio | 19 y 22 de junio |  |
|  |                        |                  |                    |   |                  |                  |                  |                  |  |
|  |                        |                  |                    |   |                  |                  |                  |                  |  |
|  | Real Sporting de Gijón | 0                | 0                  |   |                  |                  |                  |                  |  |
|  | Real Sporting de Gijón | 0                | 0                  |   |                  |                  |                  |                  |  |
|  | U. D. Las Palmas       | 1                | 1                  |   |                  |                  |                  |                  |  |
|  | U. D. Las Palmas       | 1                | 1                  |   | U. D. Las Palmas | 0                | 1                |                  |  |
|  |                        |                  |                    |   | U. D. Las Palmas | 0                | 1                |                  |  |
|  |                        |                  | Córdoba C. F. (v.) | 0 | 1                |                  |                  |                  |  |
|  | Real Murcia C. F.      | 0                | Córdoba C. F. (v.) | 0 | 1                | 1                |                  |                  |  |
|  | Real Murcia C. F.      | 0                |                    |   |                  | 1                |                  |                  |  |
|  | Córdoba C. F.          | 0                | 2                  |   |                  |                  |                  |                  |  |
|  | Córdoba C. F.          | 0                | 2                  |   |                  |                  |                  |                  |  |
|  |                        |                  |                    |   |                  |                  |                  |                  |  |

### Semifinales

#### Real Murcia C. F.-Córdoba C. F.
| 11 de junio de 2014, 20:00 (CET) | Córdoba C. F. | 0:0     | Real Murcia C. F. | Nuevo Arcángel, Córdoba                                          |                                                                  |
|                                  |               | Reporte |                   | Asistencia: 14 000 espectadores Árbitro(s): Arcediano Monescillo | Asistencia: 14 000 espectadores Árbitro(s): Arcediano Monescillo |

| 15 de junio de 2014, 21:00 (CET) | Real Murcia C. F.    | 1:2 (0:1) | Córdoba C. F.                     | Nueva Condomina, Murcia                                 |                                                         |
|                                  | Wellington Silva 54' | Reporte   | Pedro Sánchez 8' · Raúl Bravo 58' | Asistencia: 16 794 espectadores Árbitro(s): Jaime Latre | Asistencia: 16 794 espectadores Árbitro(s): Jaime Latre |

| Pasa a la fase final Córdoba C. F |

#### Real Sporting de Gijón-U. D. Las Palmas
| 11 de junio de 2014, 22:00 (CET) | U. D. Las Palmas  | 1:0 (1:0) | Real Sporting de Gijón | Gran Canaria, Las Palmas de Gran Canaria                |                                                         |
|                                  | Carlos Aranda 20' | Reporte   |                        | Asistencia: 12 440 espectadores Árbitro(s): Ocón Arráiz | Asistencia: 12 440 espectadores Árbitro(s): Ocón Arráiz |

| 15 de junio de 2014, 19:00 (CET) | Real Sporting de Gijón | 0:1 (0:0) | U. D. Las Palmas    | El Molinón, Gijón                                         |                                                           |
|                                  |                        | Reporte   | Asdrúbal Padrón 94' | Asistencia: 20 073 espectadores Árbitro(s): Medié Jiménez | Asistencia: 20 073 espectadores Árbitro(s): Medié Jiménez |

| Pasa a la fase final U. D. Las Palmas |

### Final

#### U. D. Las Palmas-Córdoba C. F.
| 18 de junio de 2014, 20:00 (CET) | Córdoba C. F. | 0:0     | U. D. Las Palmas | Nuevo Arcángel, Córdoba     |                             |
|                                  |               | Reporte |                  | Árbitro(s): Vicandi Garrido | Árbitro(s): Vicandi Garrido |

| 22 de junio de 2014, 22:00 (CET) | U. D. Las Palmas | 1:1 (0:0) | Córdoba C. F.       | Gran Canaria, Las Palmas de Gran Canaria |                              |
|                                  | Apoño 48'        | Reporte   | Ulises Dávila 90+7' | Árbitro(s): Sánchez Martínez             | Árbitro(s): Sánchez Martínez |

| Asciende a Primera División Córdoba C. F. |

## Premios

### Pichichi
El Trofeo Pichichi es el premio que otorga el Diario Marca al futbolista más goleador.
| Pos. | Jugador         | Equipo           | Goles |
| ---- | --------------- | ---------------- | ----- |
| 1.°  | Borja Viguera   | Deportivo Alavés | 25    |
| 2.°  | Stefan Šćepović | Sporting         | 23    |
| 2.°  | Kike            | Real Murcia      | 23    |
| 4.°  | Aníbal Zurdo    | C. E. Sabadell   | 18    |
| 5.°  | Ayoze Pérez     | Tenerife         | 16    |

- Fuente: marca.com

### Zamora
El Trofeo Zamora es el premio que otorga el Diario Marca al portero menos goleado. Para optar al galardón hay que jugar un mínimo de 60 minutos en 28 partidos.
| Pos. | Jugador      | Equipo          | Goles enc. | Partidos | Cociente |
| ---- | ------------ | --------------- | ---------- | -------- | -------- |
| 1.°  | Xabi Irureta | S. D. Eibar     | 26         | 39       | 0.67     |
| 2.°  | Germán Lux   | Deportivo       | 29         | 37       | 0.78     |
| 3.º  | Dani Giménez | A. D. Alcorcón  | 40         | 42       | 0.95     |
| 4.°  | René Román   | Real Jaén C. F. | 31         | 32       | 0.97     |
| 5.°  | Biel Ribas   | C. D. Numancia  | 32         | 31       | 1.03     |

- Fuente: marca.com

### Premios mensuales
| Mes        | Técnico del mes | Técnico del mes  | Jugador del mes   | Jugador del mes   | Ref.   |
| Mes        | Técnico         | Equipo           | Jugador           | Equipo            | Ref.   |
| ---------- | --------------- | ---------------- | ----------------- | ----------------- | ------ |
| Septiembre | Sergi Barjuan   | Recreativo       | Stefan Šćepović   | Sporting          | [ 60 ] |
| Octubre    | Quique Setién   | C. D. Lugo       | Manuel Arana      | Recreativo        | [ 61 ] |
| Noviembre  | Gaizka Garitano | S. D. Eibar      | Borja Viguera     | Deportivo Alavés  | [ 62 ] |
| Diciembre  | Gaizka Garitano | S. D. Eibar      | José Luis Morales | S. D. Eibar       | [ 63 ] |
| Enero      | Paco Herrera    | Real Zaragoza    | Roger Martí       | Real Zaragoza     | [ 64 ] |
| Febrero    | Gaizka Garitano | S. D. Eibar      | Jota Peleteiro    | S. D. Eibar       | [ 65 ] |
| Marzo      | Sergio Lobera   | U. D. Las Palmas | Ayoze Pérez       | C. D. Tenerife    | [ 66 ] |
| Abril      | Álvaro Cervera  | C. D. Tenerife   | Ayoze Pérez       | C. D. Tenerife    | [ 67 ] |
| Mayo       | José Bordalás   | A. D. Alcorcón   | Kike García       | Real Murcia C. F. | [ 68 ] |